# 東武ワールドスクウェア

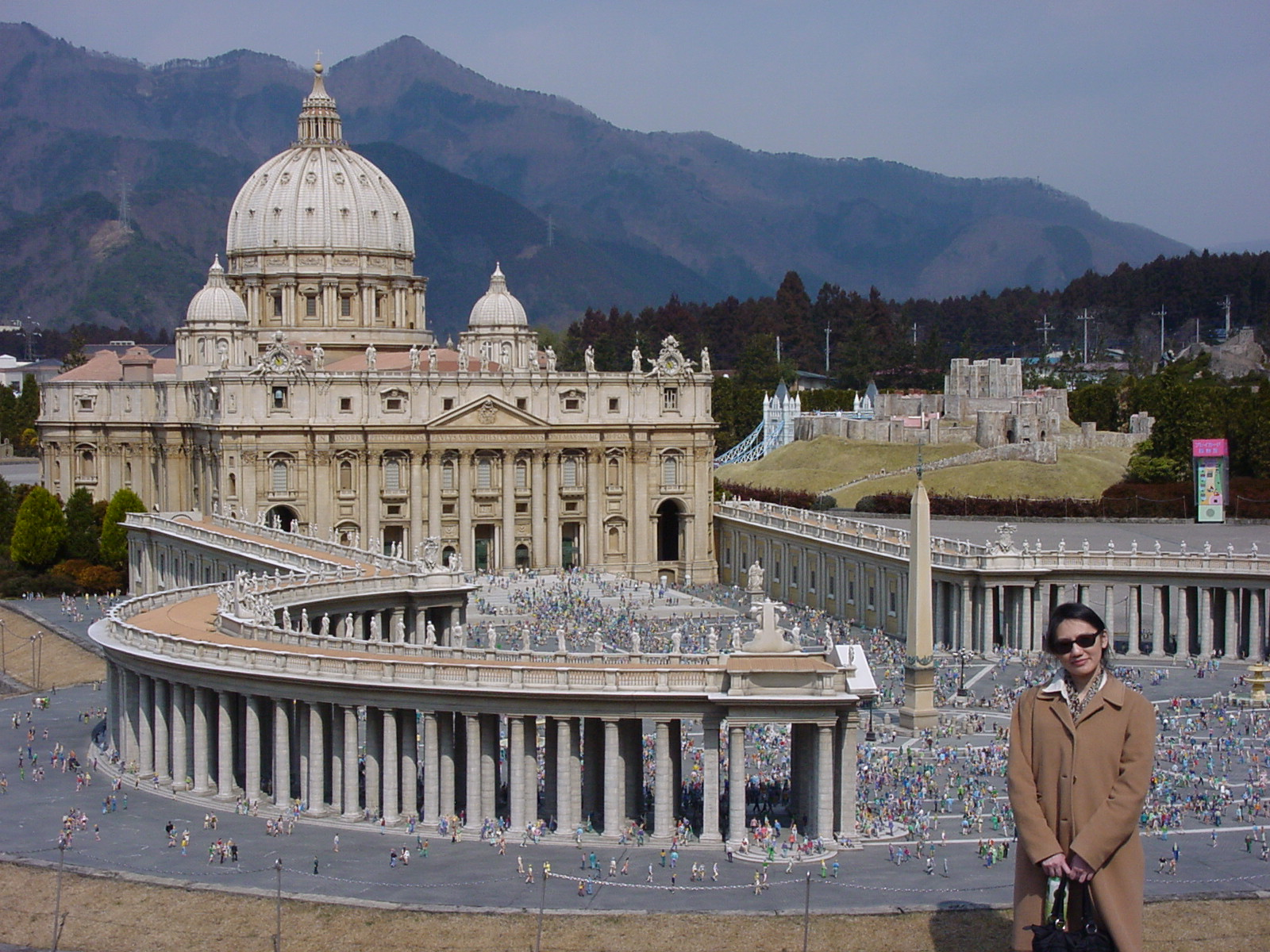
サン・ピエトロ大聖堂を25分の1規模で再現している
右側に写っている人物は比較のため

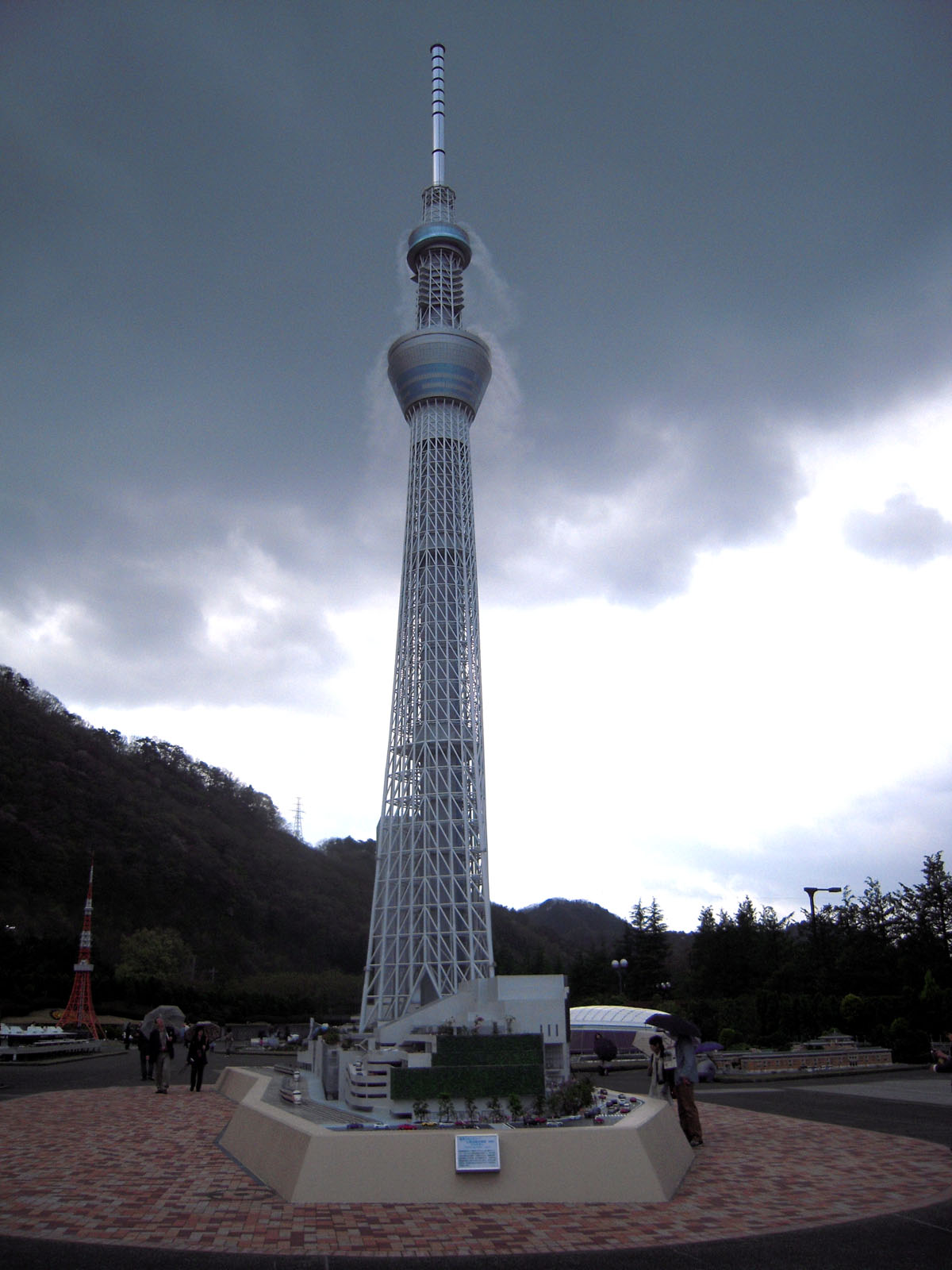
2010年4月24日に実物より2年早く完成した東京スカイツリー

東武ワールドスクウェア （とうぶワールドスクウェア 、英: TOBU WORLD SQUARE）は、栃木県日光市鬼怒川温泉にある世界各国の遺跡や建築物を再現したミニチュアパーク、またその運営企業（東武ワールドスクウェア株式会社）の略称である。

## 概説
およそ1986年から1987年に根津嘉一郎（2代目）が着想し、当時の東武鉄道社内に存在した「余暇開発事業部」（通称「余暇開発部」）が筆頭となる形で企画構想を立案、東武鉄道が創立95周年（1992年）の記念事業として5年の歳月と総工費140億円（土地代約30億円、土木・建設工事費約50億円、展示物製作費約50億円、植栽工事費約10億円）を掛けて建設し、1993年4月24日に開業した。メインエントランスを含む主な敷地は海抜（標高）367.77 mに位置する。オープン当初は東武鉄道の直営（東武レジャー企画(株)）であったが、同社のリストラ策により2002年3月末をもって運営委託先の子会社・東武ワールドスクウェア株式会社に事業譲渡した。
1967年に買収した栃木県藤原町の遊休地の活用策として、既存の日光江戸村・ウェスタン村といった施設との差別化や日光を訪れる高年齢の観光客を意識しつつ投資額の低い開発を行う方向性で、ゆっくりと見て歩く文化・教育的な開発を行うこととしミニチュアを用いた「世界の建築博物館」のコンセプトとなり、1989年には東宝映像美術に桂離宮・エッフェル塔など4点の模型を試験的に制作してもらい世界各国の観光担当者らを集めて披露し各国の理解を受けて制作にあたった。
世界21の国と地域より100点以上の遺跡や建築物を25分の1スケールで、約14万体の人形と共に再現している。設計と企画は東宝と東宝映画美術が担当し、施工は東武建設が行い、植栽と造園技術は東武緑地建設が担当した。園内は大きく6つのゾーンに分けられており、現代日本・アメリカ・エジプト・ヨーロッパ・アジア・日本の順となっている。各ゾーンではエジプトの三大ピラミッド、パルテノン神殿、金閣寺などの47の世界遺産登録物件の他、世界の有名建築物が展示されている。2010年4月24日に展示を開始した東京スカイツリーは約26 mもの高さがある。
展示物にはユニークな仕掛けがあり、別売のプレイカードを展示物前のカードリード/ライターに挿入することでバッキンガム宮殿の衛兵交代式を再現することができたり、国会議事堂入り口にある総理大臣のフィギュアを時の人物に入れ替えていたり、故宮では映画「ラストエンペラー」の撮影の様子を再現するなどのリアリティを追求する工夫がなされている。また、東京駅や日本の四季の風景をバックに模型の新幹線車両や特急列車・スペーシアやリバティ、蒸気機関車といった鉄道模型が園内を走行する他、展示物に合わせたサイズの約2万本の本格的な盆栽が植えられており、季節によって異なる景観が楽しめるようになっている。
年間入場者数は開業初年度の1993年に283万4,000人を記録したのがピークで、2005年には開業時の10分の1以下の27万5,000人まで落ち込んだ。施設の性質上展示物の入れ替えがほとんど行えず、開業以来変化に乏しいためリピーターの獲得がし難く、2007年以降の年間入場者数は30万人前後で推移していた。2010年度は実物より2年早く完成した東京スカイツリーの展示開始に伴う特別列車・スカイツリートレイン（浅草 - 鬼怒川温泉間）の運転などを実施、50万4,000人と前年度実績の32万5,000人を大幅に上回る集客を記録した。
2012年9月には東武鉄道からの事業譲受に伴い生じた借入金を完済したことが報じられた。その後、独立採算制に移行し現在も東武鉄道グループ各社の一社として堅調な経営を続け、新展示物の導入を行ったり施設・設備の整備と更新を続けている。

### 展示物の変遷
展示物の数は1993年の開業時点では「10（とう）2（ぶ）」の語呂合わせで102点（付帯施設除く）であったが、1999年4月には新展示物として「景福宮 勤政殿・香遠亭」が公開されており、最近では2019年にワット・アルン、2021年に首里城と続けて新展示物が公開された。
また、1995年から2002年までフランスのマスビニエール夫妻が51年の歳月を費やして移動サーカスの風景を17分の1サイズで製作したミニチュア・ヴァルディサーカス（Vardi circus）を展示するためのパビリオンが建てられていた。現在は、園内で販売されているガイドブックに往時の展示風景が収録されている。
ミニチュア以外では、2000年4月より記念撮影用に原寸大のラクダ（エジプトゾーン）・イギリス王室近衛兵（ヨーロッパゾーン）・兵馬俑（アジアゾーン）がそれぞれ設置されている。この他、アメリカゾーンでは自由の女神像の原寸大の足跡・ヨーロッパゾーンではビッグ・ベンの時計の原寸大を再現した模様が順路上に描かれている。
2021年現在、園内のミニチュアとしては存在するが実物が現存していない建物は、旧帝国ホテル・世界貿易センタービル・ノートルダム大聖堂・首里城である。

### ガイドツアー
1日合計4回、園内スタッフによる展示物に関するガイドツアーを実施している（参加無料）。1回の所要時間は約30分、「Aコース」は10時30分からと13時からで、現代日本ゾーン〜エジプトゾーンを巡り、「Bコース」は11時30分からと14時からで、ヨーロッパゾーンの展示物について解説が受けられる。

### 音声ガイドシステム
メインエントランス近くのインフォメーションブースで展示物毎のエピソードをものしりおじさんとトム・マイムの掛け合いで解説する、JVCケンウッド製の「音声ガイド装置」（製品名：Guide man）を有料で貸し出している（日本語・英語・中国語・韓国語対応）。かつてガイド役の「ものしりおじさん」の声は声優の滝口順平が演じていたが、2013年4月の開園20周年からリニューアルされた新ガイド音声に差し替えられ現在に至る。
なお、2019年11月現在、日本語の音声ガイドでは現代日本ゾーン・アメリカゾーン・エジプトゾーン・日本ゾーンはものしりおじさん(新録音)とトム(新録音)・マイム(新録音)の掛け合い、ヨーロッパゾーン・アジアゾーンはお姉さんによる解説となっていて、1つの展示物に対する解説は約2分から4分程度である。また、テンキー入力番号によっては東武ワールドスクウェア全体の説明やサービス施設の説明も聴く事が可能。同ガイドシステムのハードは園内の展示物ナンバーをガイド装置のテンキーで入力し「PLAY」(再生)ボタンを押すと、その展示物の音声によるガイドが聴こえる「固体メモリー再生方式」で、一時停止やストップ機能、トラックスキップ、バック機能、音量調整機能、バックライト液晶式ディスプレイも装備した使い易い機体になっている。

### プレイカードシステム
園内展示物ゾーンの15箇所に対応した磁気式プリペイドカードによる「プレイカード」が開園から現在も導入されている。プレイカードの正式なシステム名称はAPCSで「アミューズメント・パーク・カードシステム」である。同システムの導入は株式会社日本デスコが担当し、園内にあるプレイカード自販機のメンテナンスやプレイカード読み取り機（インターホン連動型を東武ワールドスクウェア向けに開発）のメンテナンスも担当している。過去には5ポイントカードと10ポイントカードと15ポイントカードの3種類が存在したが、2013年9月末に15箇所のプレイポイントを全て1回1ポイント減算式に改訂したのと同時に、5ポイントカードと10ポイントカードの販売廃止を行い、15ポイントカードを1枚1,000円(税込)に統一しサービスの向上を図った。なお、使用途中のプレイカードには期限がないため、再来訪時や後日でも残ったカードのポイントを使う事ができる。

## マスコットキャラクター

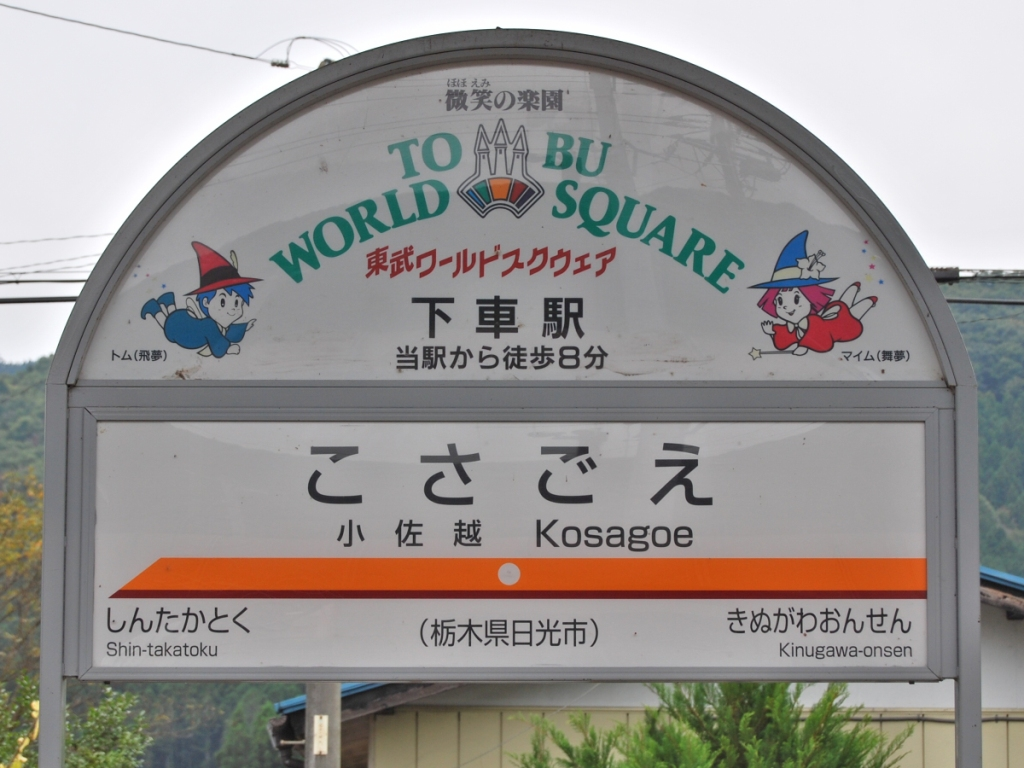
小佐越駅の駅名標。左側にトム、右側にマイムがそれぞれ描かれている。

トム（飛夢）
妖精の国『プロスペル・アイルランド』からやって来たちょっぴり食いしん坊な男の子。善妖使「ピース・フェアリー・キング」の称号を得るために世界の建築物を守り、世界中のみんなに幸せをもたらす魔法を習得すべく園内で修行している。
マイム（舞夢）
妖精の国『ピクシー・アイランド』からやって来たお茶目でおてんばな女の子。善妖使「ピース・フェアリー・クイーン」の称号を得るために世界の素晴らしさを人々に教える使命を負い、世界を平和にする魔法を習得すべく園内で修行している。
二人は園内に住むピース・フェアリー（平和の妖精）という設定で、名前は一般公募の中から選ばれた。東武ワールドスクウェア園内のショップ施設「メルカド1」（メインエントランスから見て右側のショップ）内にマスコットキャラクターの名称紹介ボードが常設され、公式ホームページ内にもトムとマイムの紹介ページが有る。
開園当時はテレビCM（アニメ・イラスト）、キャラクターグッズや印刷物といった2次元での活躍であったが、開業から6年目の1999年4月に初代造形の着ぐるみが作られ、毎年3月から11月までのほぼ毎週土・日・祝などに『ピースフェアリー トム＆マイム』というショーが1日2回開催されるようになった。ショーが行われない平日と12月から2月の間は1日2回から4回程度の割合でトムとマイムのキャラクターグリーティングが園内で行われる。ただし、2013年から平日のグリーティングは回数や頻度が削減されるようになった為、平日でもグリーティングが実施されない日もある。現在は上記の3月から11月までの土・日・祝日にレギュラーショーとグリーティングが行われ、SL大樹が運行される日程の特定の日はトムとマイムが鬼怒川温泉発の同列車に乗車しグリーティングを行うこともある。
着ぐるみは過去2回キャラクターの顔やコスチュームのマイナーチェンジが行われている。初代は1999年 - 2001年、2代目は2001年 - 2004年、3代目は2004年から現在まで活動している。コスチューム（普段着の衣装）は2012年と2015年に更新とマイナーチェンジを行った。以前は子供っぽい顔つきだったキャラクターが若干ながら成長した可愛らしい表情になっている。過去に行われた『トムとマイムの もしもの世界旅行』（キャラクターショー）では、普段着のコスチューム以外にインディアン装束のコスチュームを着て出演した。毎年11月下旬から12月25日までのクリスマス期間は、トムとマイムの両名がクリスマスコスチュームに身を包んで園内グリーティングを行うほか、園外出張のPR活動や「東武ファンフェスタ」への出張出演なども行う。過去には「ゆるキャラ選手権」にも出場した。（実際はゆるキャラではなく「マスコットキャラクター」である。）また、園内にある水飲み場や休憩施設、トイレの入口、駐車場ゲート、自動販売機、団体入場ゲート付近、ウェルカムスクウェアの床面などにもオブジェやサインプレートなどにあしらった形でトムとマイムのイラストが存在し、2018年に発行・発売された公式グッズ「ぬりえで辿る悠久の旅」（商品名：TWSぬりえ）の中にもトムとマイムの線画イラストが存在して現在も活躍中である。

## 沿革
- 1987年（昭和62年） - 根津嘉一郎（二代目）により着想、余暇開発事業部がパークの企画構想立案を行う。
- 1989年（平成元年）2月2日 - 東武鉄道が建設計画を記者発表[19]。
- 1992年（平成4年）4月17日 - 着工[11]。
- 1993年（平成5年）
  - 4月24日 - 開園[20]。
  - 5月4日 - 1日当りの入園者最高記録人数37,931人を記録。
  - 8月5日 - 入場者数が100万人を突破[21]。
- 1995年（平成7年）
  - 4月23日 - 入場者数が500万人を突破[21]。
  - 7月9日 - 約10億円を投資し新施設「ヴァルディサーカス」の展示パビリオンをオープン（2002年閉館）[21]。
- 1999年（平成11年）
  - 4月1日 - マスコットキャラクター「トム」と「マイム」初代の着ぐるみが完成、1日1回のグリーティングを開始。
  - 4月24日 - 新展示物「景福宮 勤政殿・香遠亭」を公開[13]。
  - 10月9日 - この日から10日までの2日間にわたり、開業以来初の夜間ライトアップを実施[22]。
- 2000年（平成12年）
  - 4月1日 - 公式ホームページを刷新。従来の「TOBU LAND」内から独立し、独自ドメイン「tobuws.co.jp」取得と共に全面リニューアル改訂。
  - 4月10日 - 入場者累計1,000万人を達成。
  - 4月24日 - この日からマスコットキャラクター「トム」（飛夢）と「マイム」（舞夢）による初のオリジナルショーと1日2回の園内グリーティングを開始。
  - 8月19日 - この日から26日まで初の夜間営業「東武ワールドスクウェア スペシャルナイト2000 文明の創生」を一週間限定で実施。
- 2001年（平成13年）
  - 7月20日 - キャラクターフェスタ2001を開催。TWSのオリジナルマスコットキャラクターショーを始めとして人気のテレビキャラクターが毎週登場した。
  - 8月10日 - スペシャルナイト2001を開催。この日から25日までライトアップとTWS初の「花火」を夜間に実施。同時に園内に「キッズランド」を併設した。
- 2002年（平成14年）
  - 3月31日 - 東武鉄道の中期経営計画「東武グループ再構築プラン[23]」に基づき、運営権および建物資産（土地除く）をそれまで運営委託先であった子会社・東武ワールドスクウェア株式会社に13億5,200万円で譲渡[24][25]。子会社による独立採算制へ移行。東武鉄道は売却損61億1,500万円を2002年3月期決算で処理した[26]（土地再評価法による固定資産償却が適用）。
  - 9月11日 - 前年に発生したアメリカ同時多発テロ事件の犠牲者追悼式及びチャリティーデーを実施[27]。
- 2003年（平成15年）
  - 3月18日 - 園内の料飲施設を改装し、重複していたファーストフード系のメニューを麺類に転換するなどの値頃感のあるメニュー提供に一新した。また「団体食」に対応していた設備を一部統廃合した上で新たな団体向けメニューも提供を開始。
  - 4月24日 - 開園10周年。入場者累計1,200万人達成。1日限りの「入場料金半額」を実施し、当日来園者に記念として東武ワールドスクウェア写真集を無料贈呈。世界の大道芸パフォーマンスショーを開催。
- 2004年（平成16年）
  - 4月4日 - 公式ホームページのリニューアルを実施。
  - 4月24日 - ヨーロッパフェア2004を11月23日まで開催。フェアに対応したレストランメニューを園内で春・夏・秋に展開。
  - 11月27日 - 公式ホームページの再リニューアルを実施。
- 2005年（平成17年）
  - 3月19日 - ワールドインポートフェア2005を11月23日まで開催。
- 2006年（平成18年）
  - 3月18日・19日 - JR・東武鉄道相互直通運転開始記念「クラブワールドご招待会」「抽選会」を実施。園内和食処「平安」が、日光湯波処「平安」として新装リニューアルオープン。
  - 3月20日 - ワールドインポートフェア2006を11月25日まで開催。
- 2007年（平成19年）
  - 4月21日 - 「団体貸切列車で行く 東武ワールドスクウェアの旅」開催&「おかげさまで開園15年目 世界文化遺産号」特別列車を浅草-鬼怒川温泉駅間で運行。（※東武鉄道300系6両編成で運行）
- 2008年（平成20年）
  - 3月22日 - PASMO決済導入（※入園チケット購入時、お土産品購入時）
  - 3月22日・23日 - JR東武直通特急運転開始2周年記念として、JR東武直通特急の特定列車に乗車した人に「無料入園券」の配布を実施。同時に、3月22日・23日のいずれか1日に限り、無料入園券を使用した人を園内のコンベンションホールにて「昼食バイキング」（無料）に招待。
  - 4月24日 - 開園15周年、メインエントランス外の来園口に記念オブジェを建設・設置。
  - 10月5日 - ワールドスクウェア・シャクナゲパーク(仮称)を12月21日まで開墾・整備。
- 2009年（平成21年）
  - 2月15日 - 新展示物「東京スカイツリー」の組み立てを開始。
  - 4月24日　無料入園デー開催、特別列車「東京スカイツリー号」(浅草 - 鬼怒川温泉駅まで、東武ワールドスクウェア入園券進呈)を特別運行。
  - 4月24日 - シャクナゲパーク開園[28]。
- 2010年（平成22年）
  - 4月24日 - 新展示物「東京スカイツリーと周辺複合開発」を公開[4]。
- 2011年（平成23年）
  - 3月11日 - 3月16日 11日午後に発生した東日本大震災の影響により臨時休園。
  - 3月26日 - 東武博物館・東武動物公園と合同で、同年4月6日まで小学生以下の入園料を無料化。
  - 4月24日 - 開園18周年記念企画「1/25の東京スカイツリー 完成1周年」にちなみ、先着6,340名の入園料が634円の特別価格を実施。
- 2012年（平成24年）
  - 4月1日 - 園内ショップ「メルカド1」と「メルカド2」のクレジットカード決済システムを再整備、更新。
  - 5月19日 - ナイトお花見会&シャクナゲパークを21日まで開催。
- 2013年（平成25年）
  - 4月24日 - 開園20周年。「故宮」リニューアル公開。当日は入園無料dayとして無料開放を実施。シャクナゲパーク内にて記念植樹も実施。
  - 3月19日 - 公式ホームページの全面リニューアルを実施。
  - 8月14日 - 入場者が累計1,500万人達成。
- 2014年（平成26年）
  - 4月20日 - 屋内新施設「ヒストリウム・シアター」の完成竣工式典を行い、報道・関係者向けの公開を実施。
  - 4月24日 - 開園21周年を記念し、屋内新施設「ヒストリウム・シアター」（デジタル映像による世界の建築物にまつわるシアターと東武ワールドスクウェアの歴史などを展示する設備）が正式オープン。
  - 5月3日 - 屋内新施設「キッズハウス 縁(ゆかり)」（休憩室「いこい」も併設）が正式オープン。
- 2015年（平成27年）
  - 3月13日 - 新展示物 「台北101」の製作を台湾現地で発表し同時にプレスリリース。展示開始は2015年10月4日からを予定。
  - 4月24日 - 開園22周年。台湾「高雄龍虎塔」のリニューアル展示を開始。当日は入園券を持った来園者にのみ当日限定利用の1,000円分「TWSお買い物券」を進呈した。
  - 10月4日 - 新展示物「台北101」を一般公開。
  - 12月14日 - 新施設「ムスリム旅行者用 洗浄室・礼拝室」(駐車場料金ゲートを過ぎた場所、乗務員控室そば)を利用開始。
- 2016年（平成28年）
  - 1月3日 - ムスリム旅行者用のためのノンポーク、ノンアルコールメニュー全8種類を園内の「日光湯葉処 平安」で提供開始。
  - 3月27日 - 東武ワールドスクウェア初の「クラブワールド 会員招待会 悠久の世界文化遺産を訪ねる日帰りの旅」を開催。会員懇親会や抽選会などの多彩なイベントを行った。
  - 4月24日 - 開園23周年。新展示物「台北101」のオープンにちなみ、入場料金を一人当り101円に設定した特製の入場券を作製し当日の入場客に適用した。
  - 8月23日 - 園内が『Pokémon GO』のポケストップとジムに設定された事に伴い、公式ホームページで概要の告知を開始。
  - 9月1日 - 開園以来初となる入園料金改定のお知らせを告知。改定後の料金が適用されるのは2016年12月1日からで、「通常営業」時の入園料金が300円値上げされた。
  - 11月28日 - 東武ワールドスクウェアのエントランス至近に東武鬼怒川線新駅「東武ワールドスクウェア」駅が2017年夏に開業すると正式に発表された。
- 2017年（平成29年）
  - 2月28日 - 東武ワールドスクウェア駅の開業日が同年7月22日に決定したことが発表された[29]
  - 7月22日 - 東武ワールドスクウェア駅開業。メインエントランス内のチケットブース窓口で、特急座席予約、特急券購入、乗車券購入が可能になった。園内の改修工事を完了し「新チケットブース」「ロッカー室」「新トイレ棟」「礼拝室」「SL広場」を新設。
- 2018年（平成30年）
  - 4月21日 - 新展示物「富貴角燈台」（台湾）を一般公開。
  - 4月24日 - 開園25周年。1日限定で入園料無料開放を実施。園内設備の電灯類を改修し一部にLED照明を導入。
- 2019年（平成31年/令和元年）
  - 2月28日 - 園内店舗設備のリニューアル工事に着手し3月18日工事完了。3月20日からリニューアルオープン。
  - 7月20日 - 新展示物「ワット・アルン」を一般公開。翌日(7月21日)1日限定で入園料無料開放を実施。
- 2020年（令和2年）
  - 4月16日 - 4月22日 - 新型コロナウイルスの感染拡大に伴う政府の緊急事態宣言と外出自粛要請のため、臨時休園。
  - 4月23日 - 5月31日 - 新型コロナウイルスの感染拡大に伴う政府の緊急事態宣言と外出自粛要請に基づき、休園を継続。
  - 6月1日 - 新型コロナウイルスの感染拡大防止策(各種)を実施した上で、営業を再開。
- 2021年（令和3年）
  - 4月24日 - 新展示物「首里城」を一般公開。

## 展示物一覧
- 展示物の名称は園内での表記に準拠。
- 太字はユネスコの世界遺産登録建造物。45点（2010年4月現在）。
- 【付】は付帯施設・展示物。斜字は実際に動作・走行する展示物、★は100円硬貨を使用することで動作する展示物。

### 現代日本ゾーン
| 番号 | 展示物の名称                    | 国・地域 | 都道府県                   | 年代                       | 備考                                                    |
| ---- | ------------------------------- | -------- | -------------------------- | -------------------------- | ------------------------------------------------------- |
| 0    | 東京スカイツリータウン          | 日本     | 東京都                     | 2012年                     | 2010年4月より展示                                       |
| 1    | 国会議事堂                      | 日本     | 東京都                     | 1936年                     |                                                         |
| 2    | 迎賓館                          | 日本     | 東京都                     | 1909年                     |                                                         |
| 3    | 東京駅                          | 日本     | 東京都                     | 1914年                     | 重要文化財、開業当時のドーム屋根を再現                  |
| a    | 東北新幹線・やまびこ（200系）   | 日本     | 東京都                     |                            | 6両編成（うち二階建て車両1両）                          |
| b    | 中央線電車（201系）             | 日本     | 東京都                     |                            | 6両編成                                                 |
| 4    | 東京タワー                      | 日本     | 東京都                     | 1958年                     |                                                         |
| 5    | 旧帝国ホテル                    | 日本     | 東京都                     | 1923年                     | 現存せず （1968年解体、玄関部分のみ博物館明治村へ移築） |
| 6    | 東京ドーム                      | 日本     | 東京都                     | 1988年                     |                                                         |
| 7    | 東京国立博物館・本館            | 日本     | 東京都                     | 1938年                     | 重要文化財                                              |
| 8    | 東京国立博物館・表慶館          | 日本     | 東京都                     | 1909年                     | 重要文化財                                              |
| 9    | 国立代々木競技場                | 日本     | 東京都                     | 1964年                     |                                                         |
| 10   | 新東京国際空港第2ターミナルビル | 日本     | 千葉県                     | 1992年                     | 2004年に「成田国際空港」へ改称                          |
| 11   | ふじ丸（旅客船）                | 日本     | （東京港）                 | 1989年                     | ★出港式典・消防艇放水（1ポイント）                      |
| 12   | 漁港                            | 日本     | （マグロ漁港のモデル風景） | （マグロ漁港のモデル風景） | 【付】高速道路                                          |
| c    | 運河水門                        | 日本     |                            |                            | ★水門開閉（1ポイント）                                  |

以下は現代日本ゾーン展示物の補足説明である。
東京駅
現実の東京駅は東京大空襲によって、1945年5月25日にドーム型屋根と駅舎3階部分を焼失したため、暫定的な補修で八角屋根と2階建て駅舎となっていた。一方で東武ワールドスクウェア展示品の東京駅は、現実のものが2012年10月にドーム型屋根と3階部分の復原工事を完了される以前より、1914年の開業当時と同じ姿で展示されている。
旧帝国ホテル
フランク・ロイド・ライトの設計で1923年に開業し、1968年に解体された旧本館、通称・ライト館の全景を再現。ライト館は現存しないが、玄関部分のみ博物館明治村（愛知県犬山市）に1/1の実物が移築保存されている。

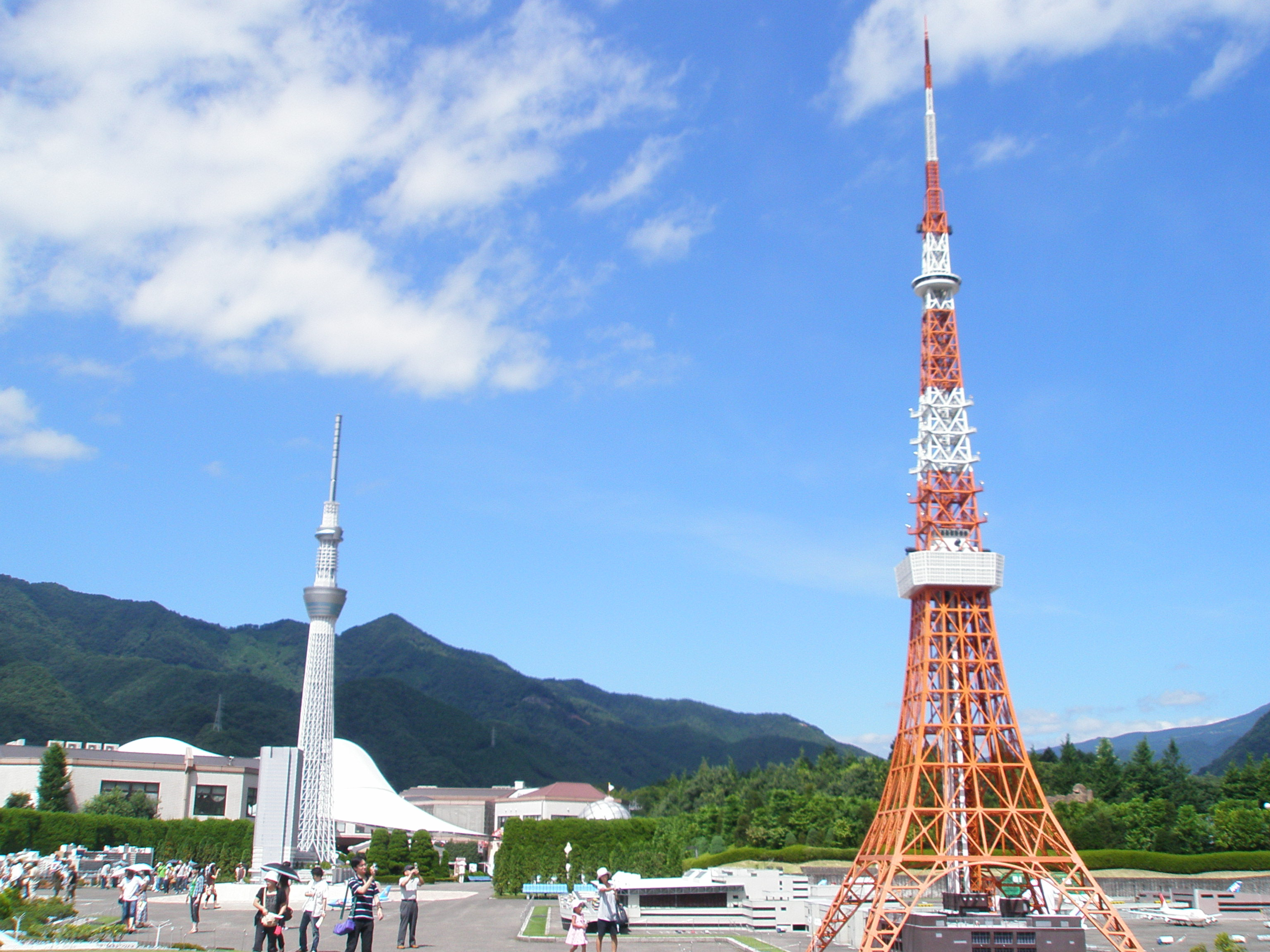
東京タワーと東京スカイツリー
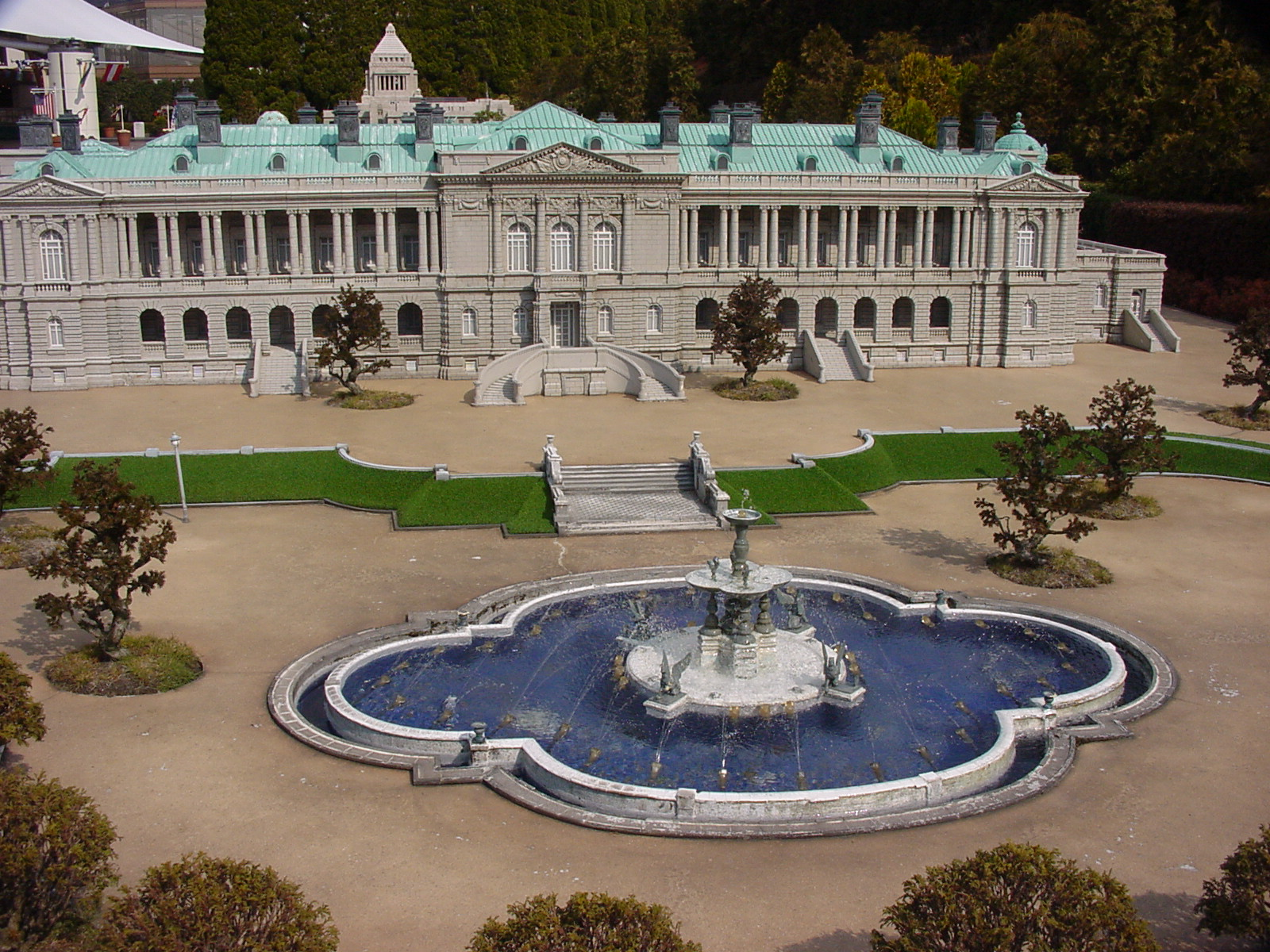
赤坂迎賓館。奥に国会議事堂が見える
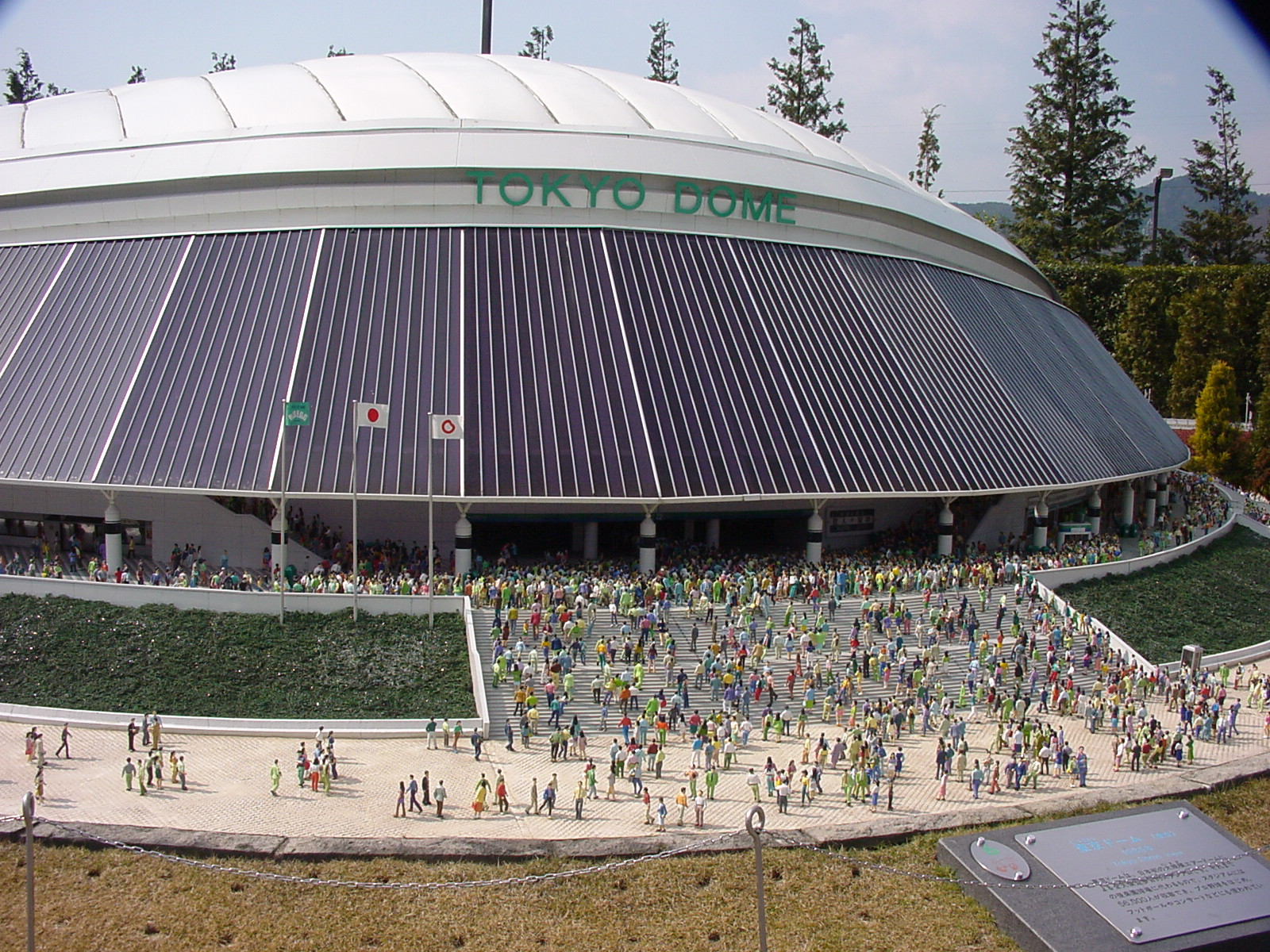
東京ドーム
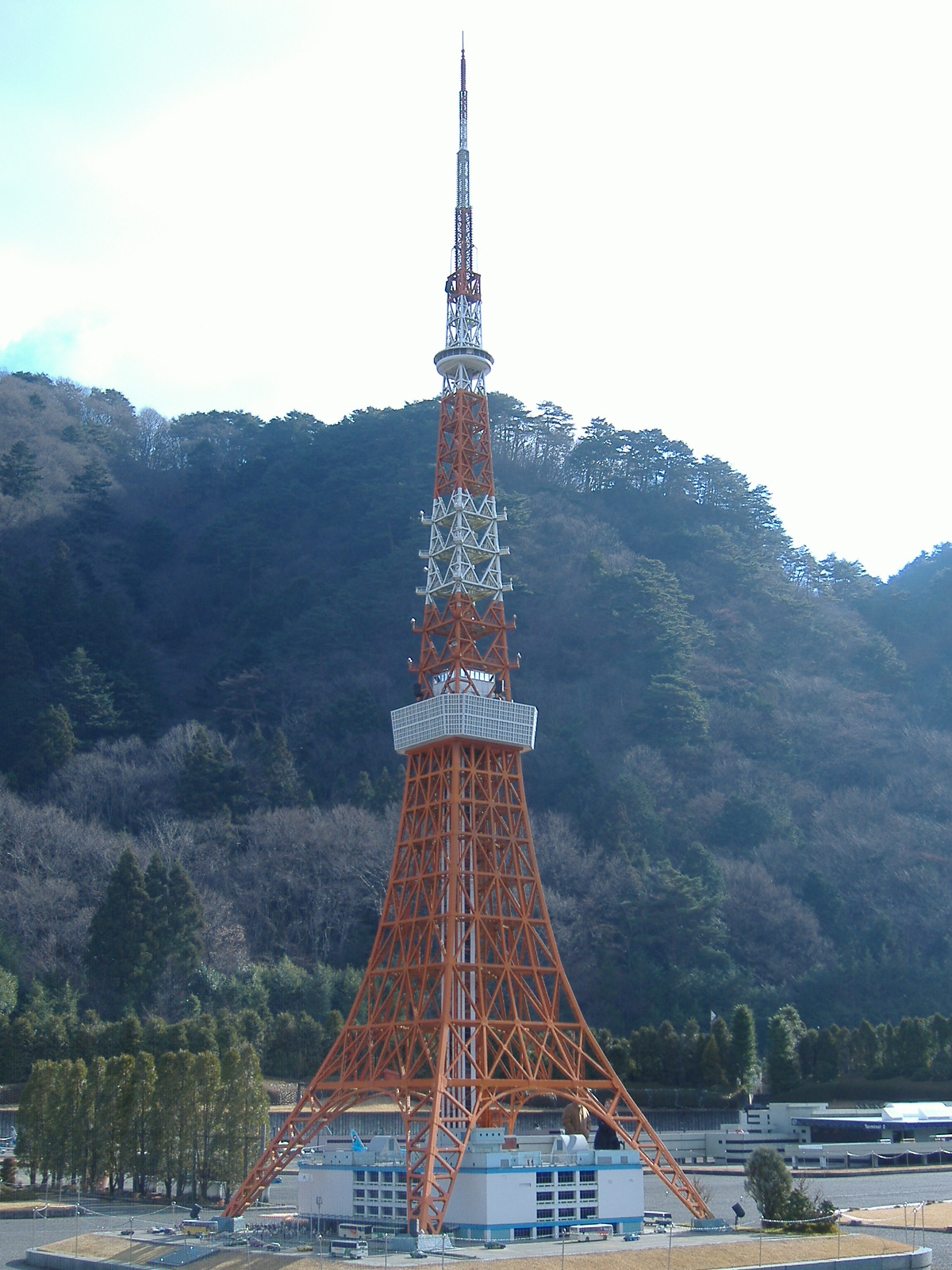
東京タワー
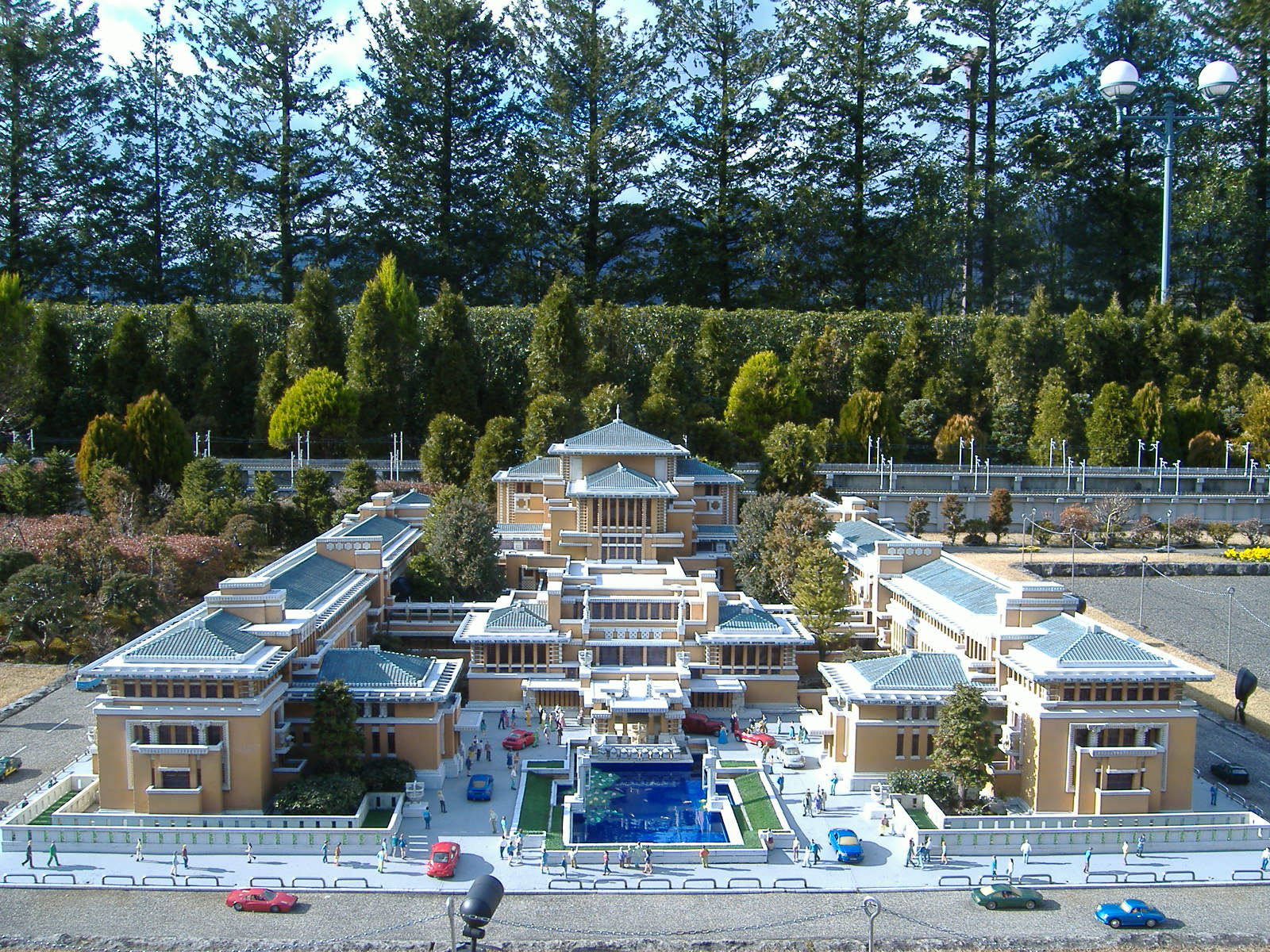
旧帝国ホテル（ライト館）
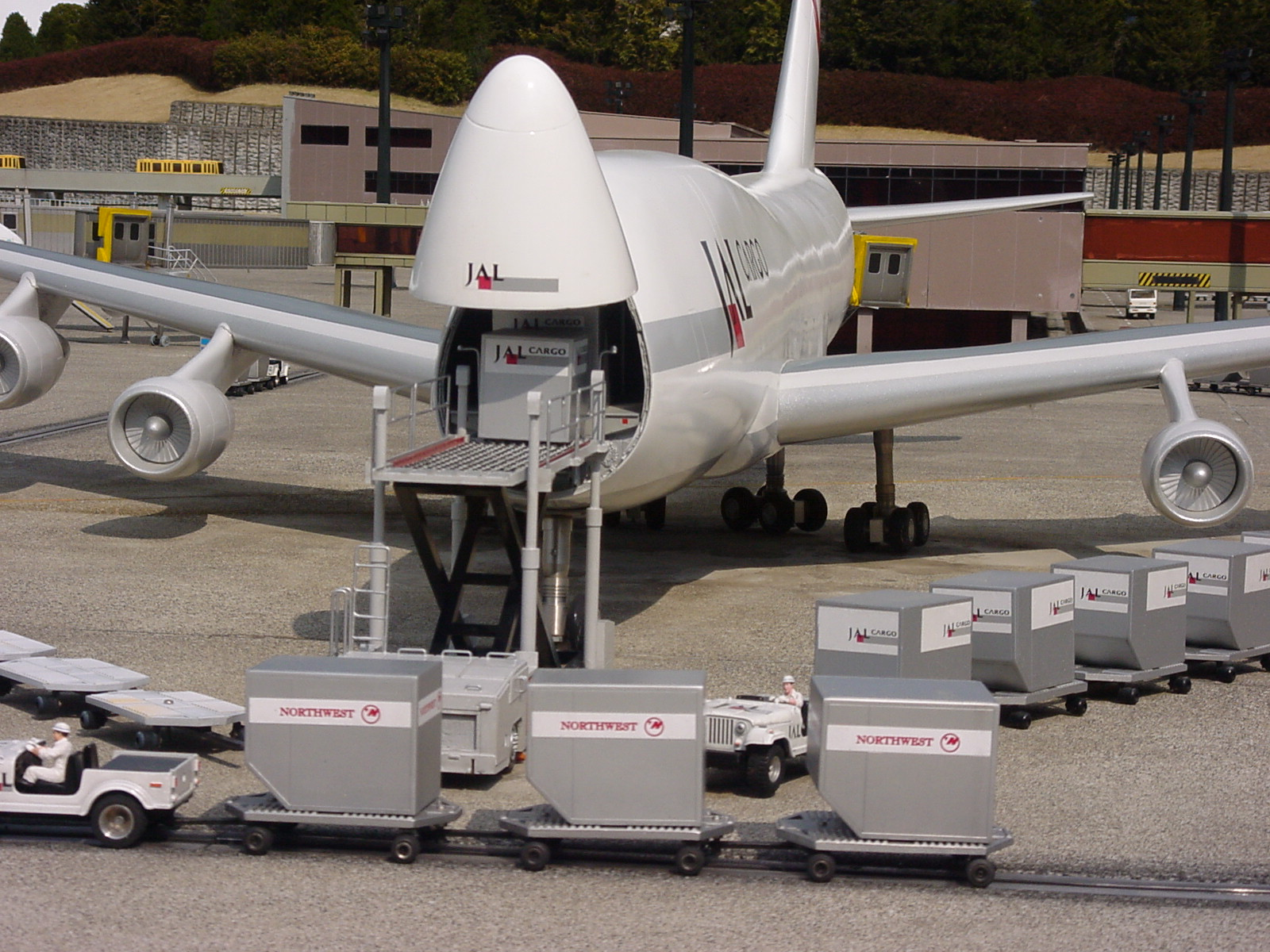
成田国際空港

### アメリカゾーン
| 番号 | 展示物の名称                                     | 国・地域       | 年代       | 備考                                               |
| ---- | ------------------------------------------------ | -------------- | ---------- | -------------------------------------------------- |
| 13   | 自由の女神                                       | アメリカ合衆国 | 1886年     | 世界遺産                                           |
| 14   | A桟橋                                            | アメリカ合衆国 | 19世紀後半 |                                                    |
| d    | グランド・アーミー広場                           | アメリカ合衆国 | 1867年     | ★サーカス上演（1ポイント）                         |
| e    | プラザホテル                                     | アメリカ合衆国 | 1907年     |                                                    |
| 15   | ワールド・トレード・センター・ノースタワー・ビル | アメリカ合衆国 | 1973年     | 現存せず（2001年のアメリカ同時多発テロ事件で崩壊） |
| f    | ワールド・トレード・センター・サウスタワー・ビル | アメリカ合衆国 | 1973年     | 現存せず（2001年のアメリカ同時多発テロ事件で崩壊） |
| 16   | エンパイア・ステート・ビル                       | アメリカ合衆国 | 1931年     | 【付】窓拭きゴンドラ                               |
| g    | アメリカンスタンダード・ビル                     | アメリカ合衆国 | 1924年     |                                                    |
| 17   | クライスラー・ビル                               | アメリカ合衆国 | 1930年     |                                                    |
| h    | セントラルパーク                                 | アメリカ合衆国 | 1876年     |                                                    |
| 18   | フラットアイアン・ビル                           | アメリカ合衆国 | 1902年     |                                                    |
| i    | ニューヨーク・ハーレム                           | アメリカ合衆国 | -          |                                                    |
| 19   | ホワイトハウス                                   | アメリカ合衆国 | 1800年     |                                                    |

以下はアメリカゾーン展示物の補足説明である。
ワールド・トレード・センター
実物は2001年9月11日のアメリカ同時多発テロ事件（9.11テロ）で崩壊した。事件直後に撤去すべきかが検討されたが、在りし日の建造物として展示を継続する方針を固め、テロ被害者に向けた募金箱の設置が行われた。事件から1年の節目となる2002年9月11日には、事件の犠牲者追悼式とチャリティーイベントが開催された。後にプレートの説明文が9.11テロにより破壊された旨の文章へ差し替えられている。高さは19.95 mで、開園から2010年の東京スカイツリー完成までは園内で最も高い展示物であり、展示物の清掃時はクレーンを用いて作業する。
現地では2002年以降、新しい1 ワールドトレードセンター（2014年完成）を中心とした超高層ビル群（新WTC）の再建が進められているが、これに伴う展示の変更は現時点で行われていない。

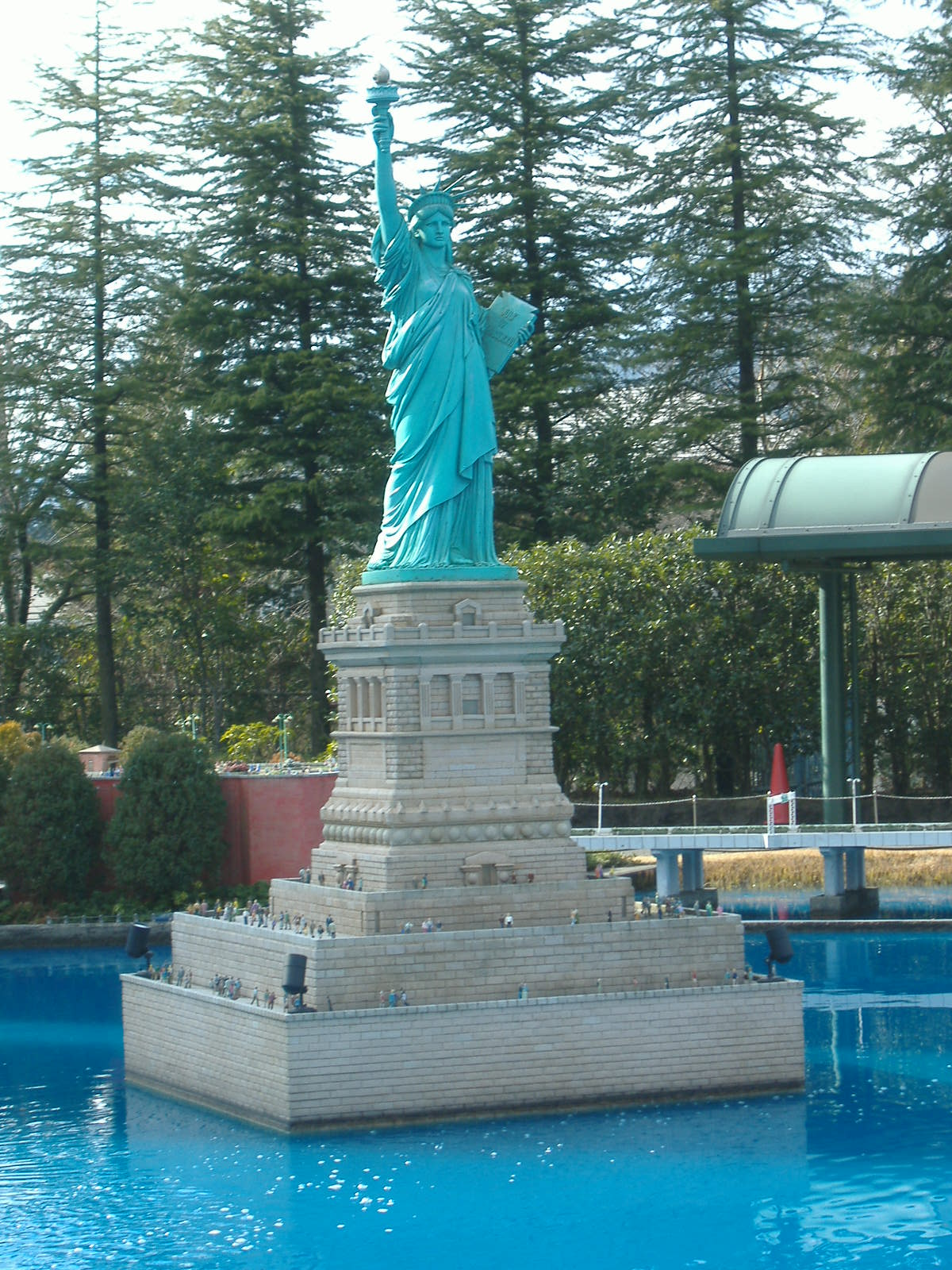
自由の女神像。周囲を船が航行する
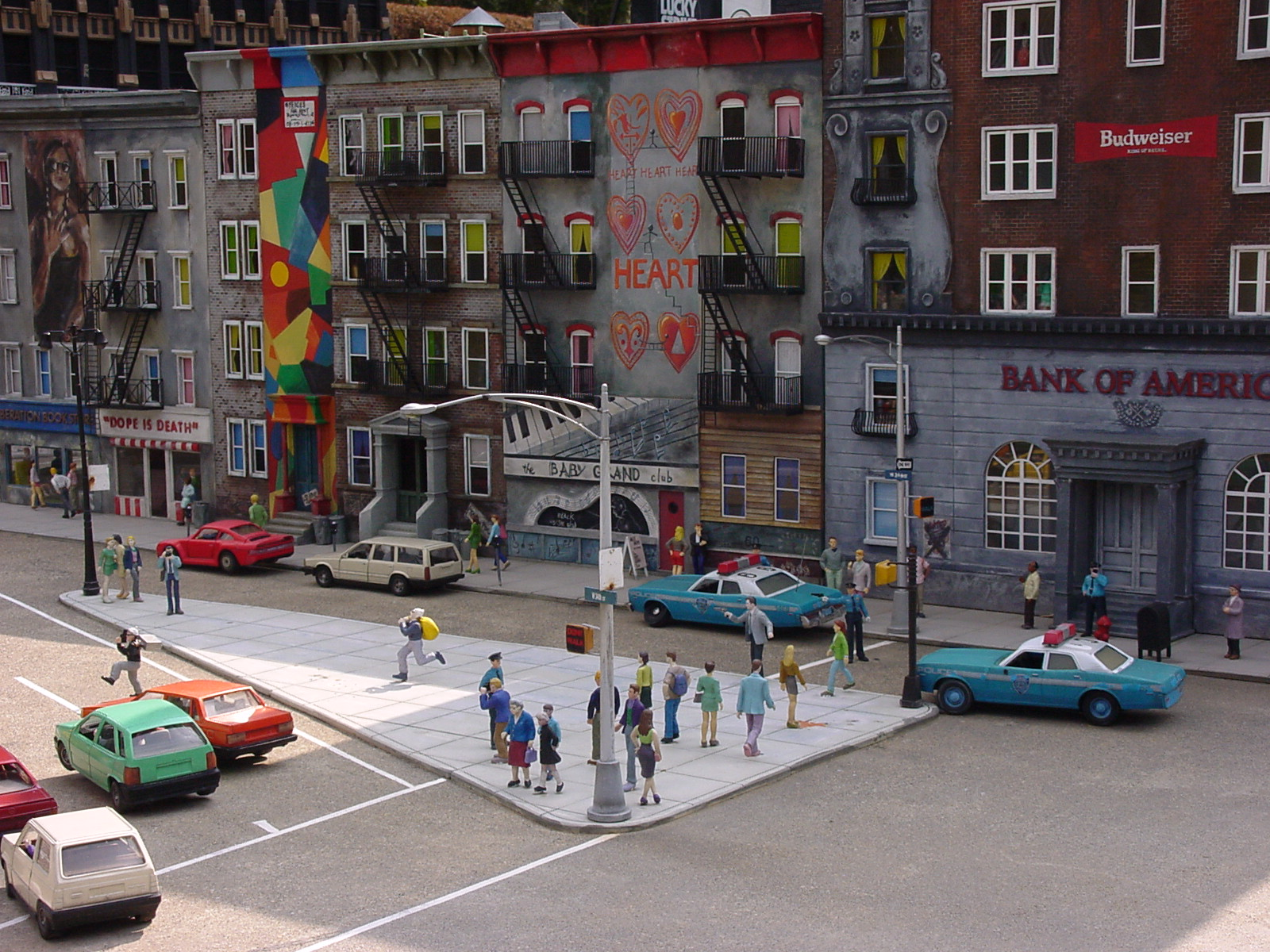
ニューヨークで強盗事件発生!
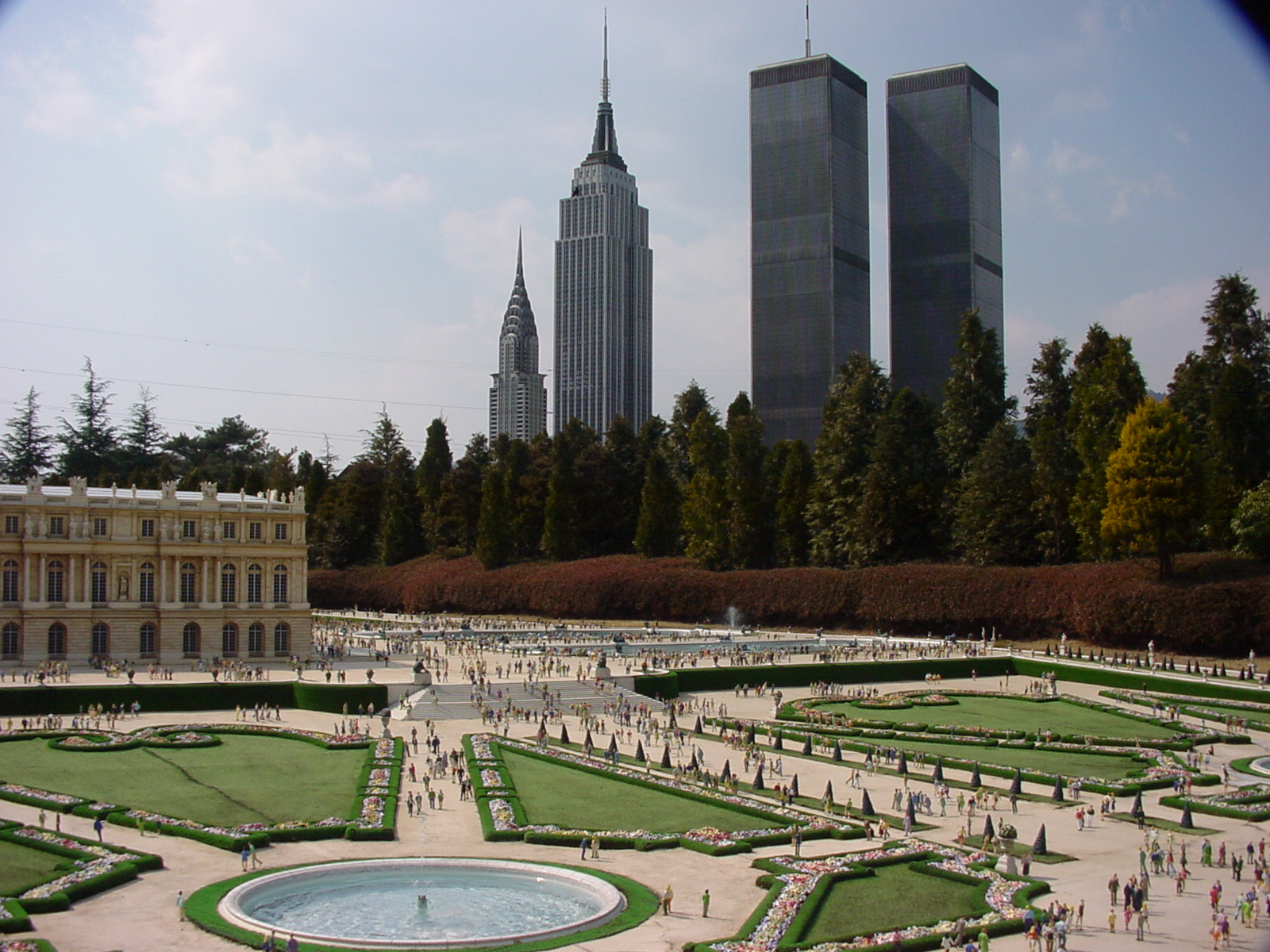
今は無きワールド・トレード・センターを遠方に臨む
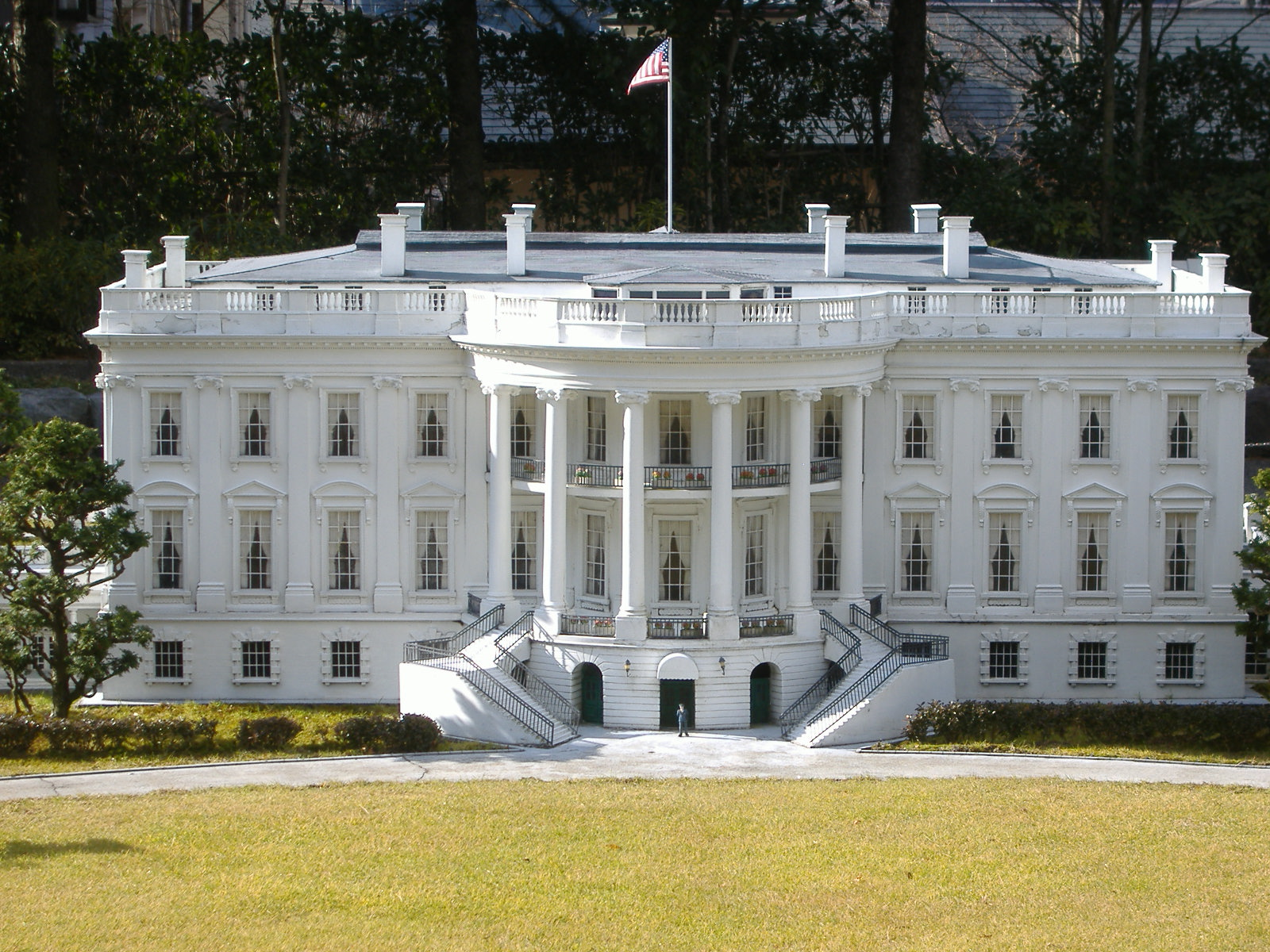
ホワイトハウス

### エジプトゾーン
| 番号 | 展示物の名称               | 国・地域 | 年代                          | 備考     |
| ---- | -------------------------- | -------- | ----------------------------- | -------- |
| 20   | メンカウラー王のピラミッド | エジプト | 紀元前26世紀 - 紀元前25世紀頃 | 世界遺産 |
| 21   | カフラー王のピラミッド     | エジプト | 紀元前26世紀 - 紀元前25世紀頃 | 世界遺産 |
| 22   | クフ王のピラミッド         | エジプト | 紀元前26世紀 - 紀元前25世紀頃 | 世界遺産 |
| 23   | スフィンクス               | エジプト | 紀元前26世紀 - 紀元前25世紀頃 | 世界遺産 |
| 24   | アブ・シンベル大神殿       | エジプト | 紀元前13世紀頃                | 世界遺産 |

以下はエジプトゾーン展示物の補足説明である。
ギザの三大ピラミッド、スフィンクス
冬場に雪が降ると、現地では見ることができないピラミッドとスフィンクスが雪化粧した姿を見ることができる。雪化粧したスフィンクスの姿はポスターでも使用されたことがある。

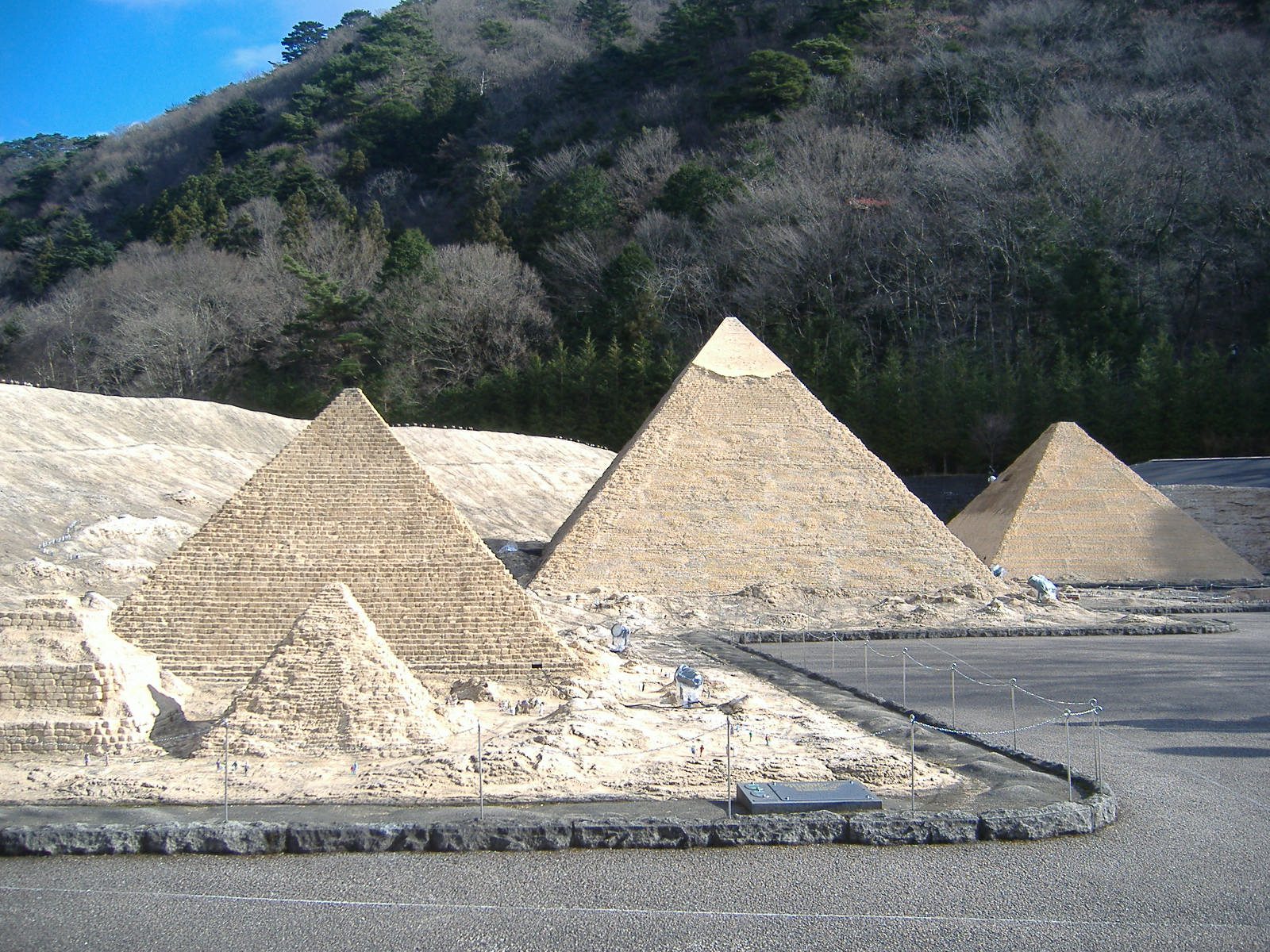
ギザの三大ピラミッド
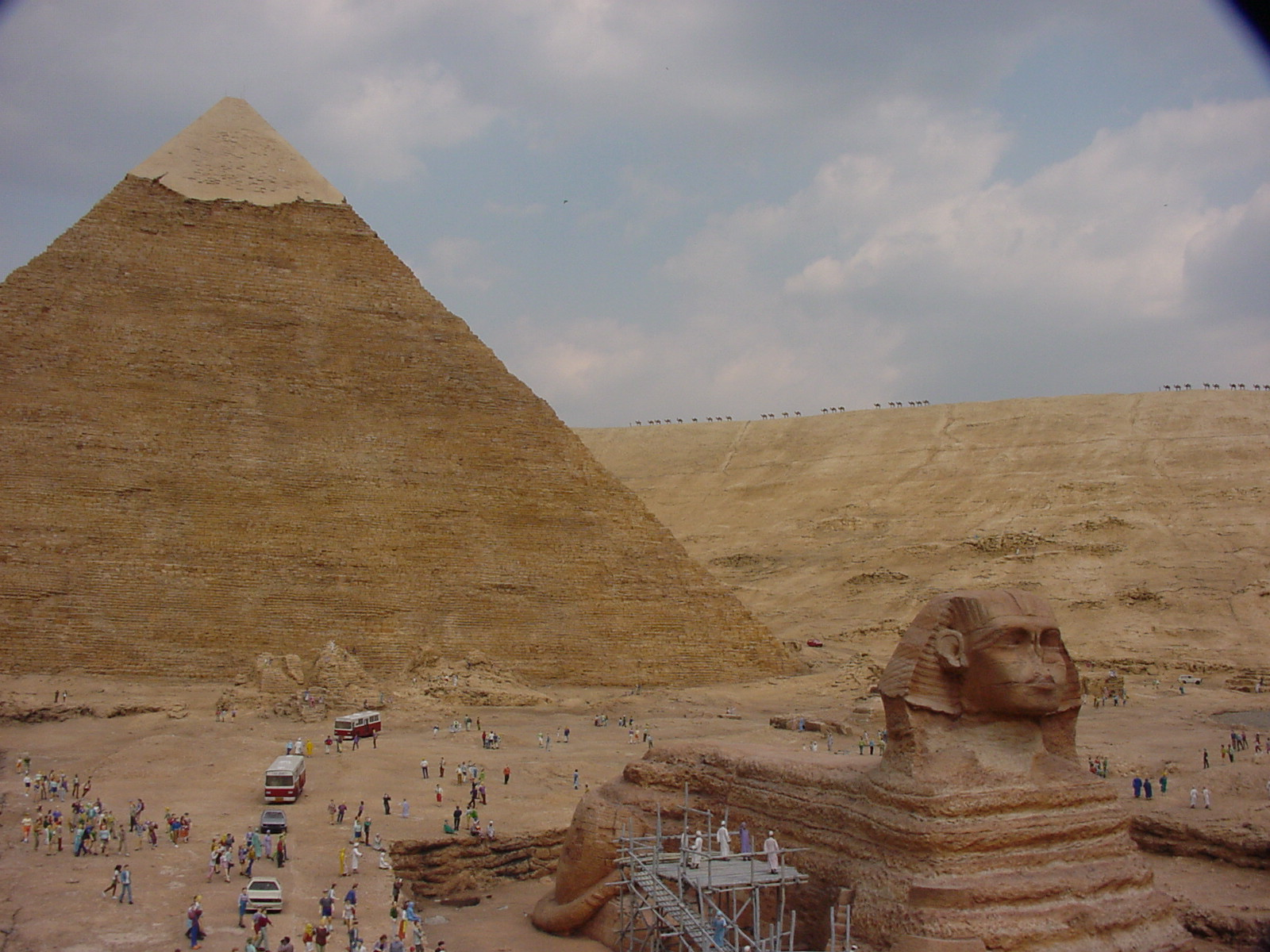
カフラー王のピラミッドとスフィンクス像
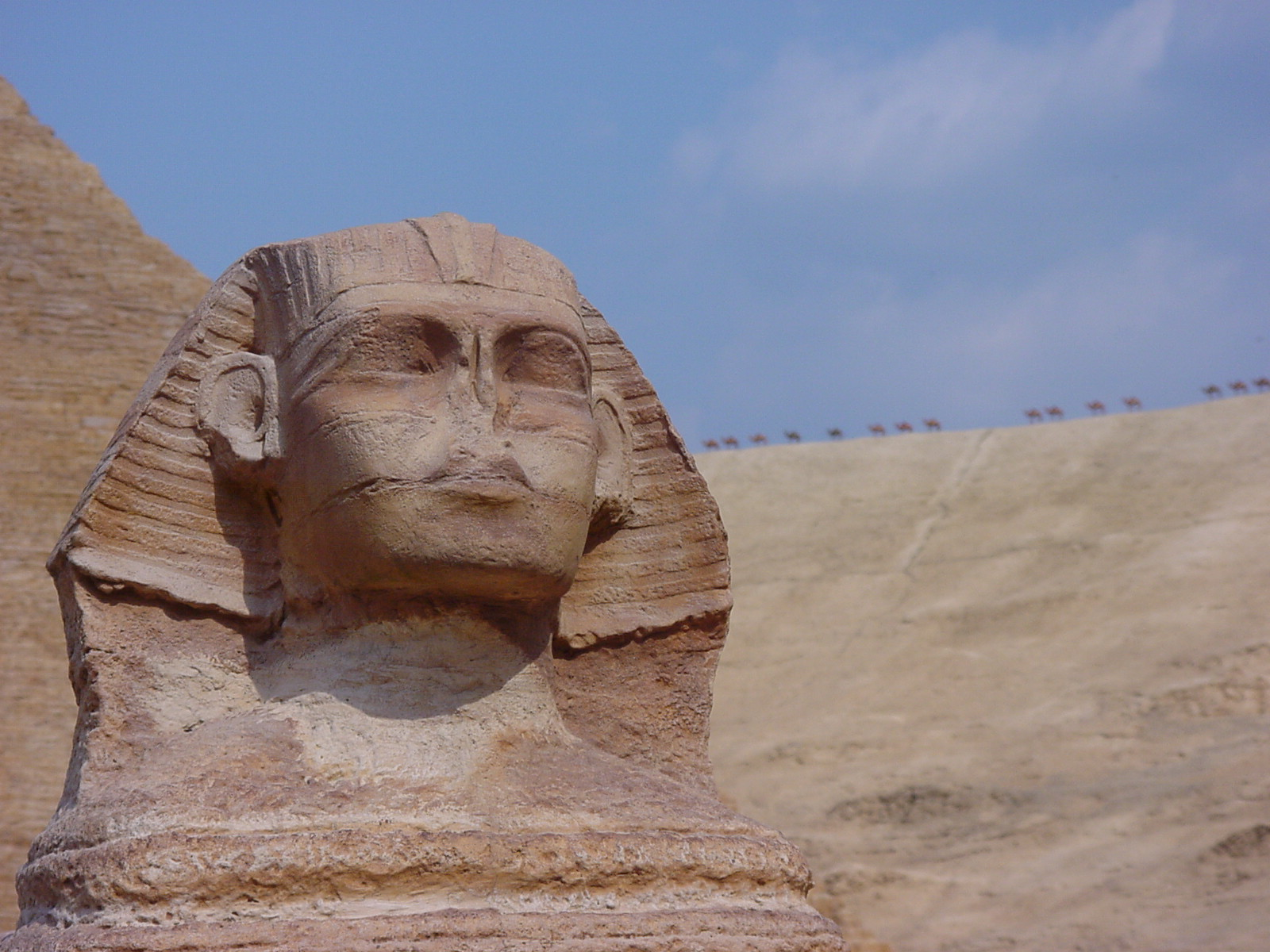
スフィンクス像。キャラバンの隊列が見える
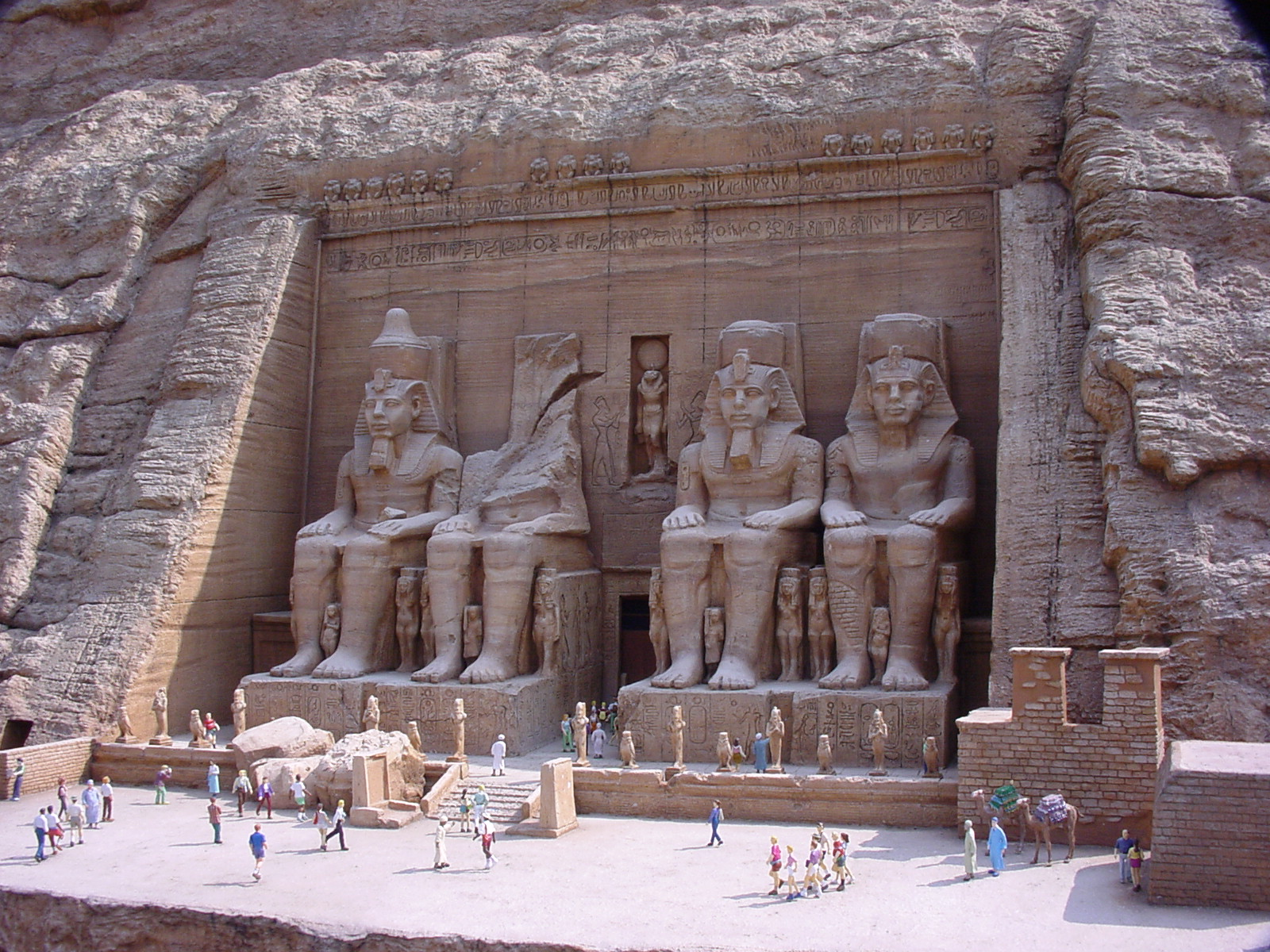
アブ・シンベル大神殿

### ヨーロッパゾーン
| 番号 | 展示物の名称                                                 | 国・地域     | 年代              | 備考                                                      |
| ---- | ------------------------------------------------------------ | ------------ | ----------------- | --------------------------------------------------------- |
| 25   | パルテノン神殿                                               | ギリシャ     | 紀元前5世紀頃     | 世界遺産                                                  |
| 26   | コロッセオ                                                   | イタリア     | 80年              | 世界遺産                                                  |
| 27   | ピサの斜塔                                                   | イタリア     | 1372年            | 世界遺産                                                  |
| 28   | サン・ピエトロ大聖堂                                         | バチカン     | 1626年            | 世界遺産                                                  |
| 29   | ミラノ大聖堂                                                 | イタリア     | 1813年            |                                                           |
| 30   | サン・マルコ寺院                                             | イタリア     | 1090年            | 世界遺産                                                  |
| 31   | シャンボール城                                               | フランス     | 1547年            | 世界遺産                                                  |
| 32   | ヴェルサイユ宮殿                                             | フランス     | 1772年            | 世界遺産                                                  |
| 33   | サクレクール寺院                                             | フランス     | 1919年            | ★大道芸（1ポイント）                                      |
| 34   | ノートルダム寺院                                             | フランス     | 1225年            | 世界遺産、2019年に大規模火災が発生し現在修復中            |
| 35   | 凱旋門                                                       | フランス     | 1836年            | ★追悼の儀式（1ポイント）                                  |
| 36   | エッフェル塔                                                 | フランス     | 1889年            | 世界遺産                                                  |
| 37   | ベルベデーレ宮殿                                             | オーストリア | 1723年            | 世界遺産                                                  |
| 38   | ボルグンド教会堂                                             | ノルウェー   | 12世紀頃          |                                                           |
| 39   | ピョートル噴水宮殿                                           | ロシア       | 1709年            | 世界遺産                                                  |
| 40   | 聖ヴァシリー寺院                                             | ロシア       | 1560年            | 世界遺産                                                  |
| 41   | 平和宮                                                       | オランダ     | 1913年            |                                                           |
| 42   | マヘレの跳ね橋                                               | オランダ     | 1772年            | ★跳ね橋開閉（1ポイント） ★ストリートオルガン（1ポイント） |
| 43   | キンデルダイクの風車                                         | オランダ     | 18世紀 - 19世紀頃 | 世界遺産                                                  |
| 44   | ザーンセ・スカンスの風車A （ゲックローンデ・ポーレンブルグ） | オランダ     | 18世紀 - 19世紀頃 |                                                           |
| 45   | ザーンセ・スカンスの風車B （ヒュイスマン）                   | オランダ     | 18世紀 - 19世紀頃 |                                                           |
| 46   | ノイシュヴァンシュタイン城                                   | ドイツ       | 1886年            |                                                           |
| 47   | バッキンガム宮殿                                             | イギリス     | 1703年            | ★衛兵の交代（1ポイント）                                  |
| 48   | ドーバー城                                                   | イギリス     | 12世紀頃          |                                                           |
| 49   | タワーブリッジ                                               | イギリス     | 1894年            | ★ブリッジ開閉（1ポイント）                                |
| 50   | ウェストミンスター寺院                                       | イギリス     | 1245年 - 1519年   | 世界遺産                                                  |
| 51   | ビッグ・ベン 英国国会議事堂                                  | イギリス     | 1836年 - 1868年   | 世界遺産                                                  |
| 52   | サグラダ・ファミリア                                         | スペイン     | 1882年 - 建設中   | 世界遺産                                                  |
| 53   | アルハンブラ宮殿                                             | スペイン     | 13世紀 - 15世紀頃 | 世界遺産                                                  |
| 54   | グエルパーク                                                 | スペイン     | 1914年            | 世界遺産                                                  |
| 55   | カサ・ビセンス                                               | スペイン     | 1888年            | 世界遺産                                                  |
| 56   | バルセロナ大聖堂                                             | スペイン     | 1058年            |                                                           |

以下はヨーロッパゾーン展示物の補足説明である。
ピョートル噴水宮殿
118本のノズルから実際に水が出る。

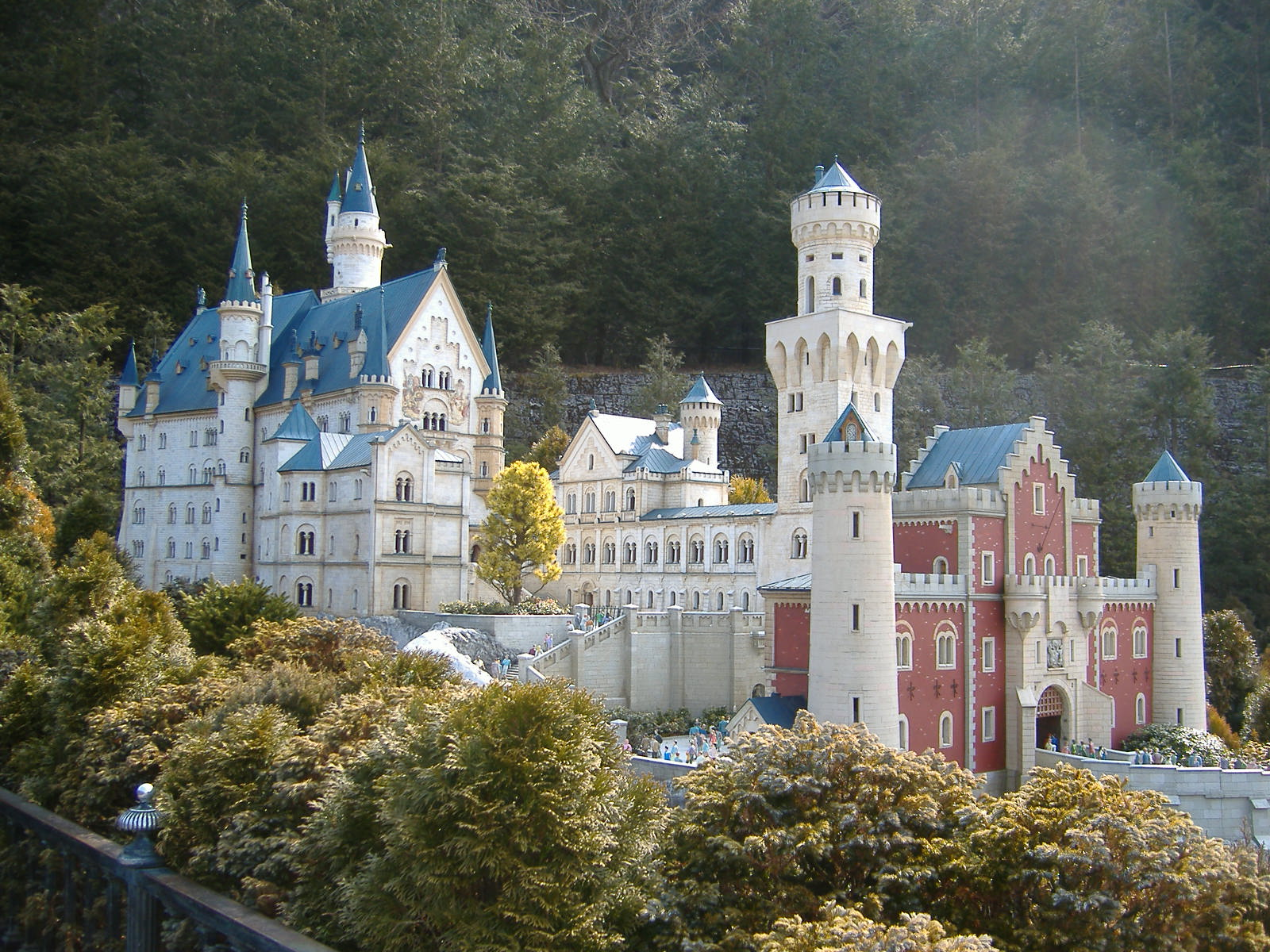
ノイシュヴァンシュタイン城
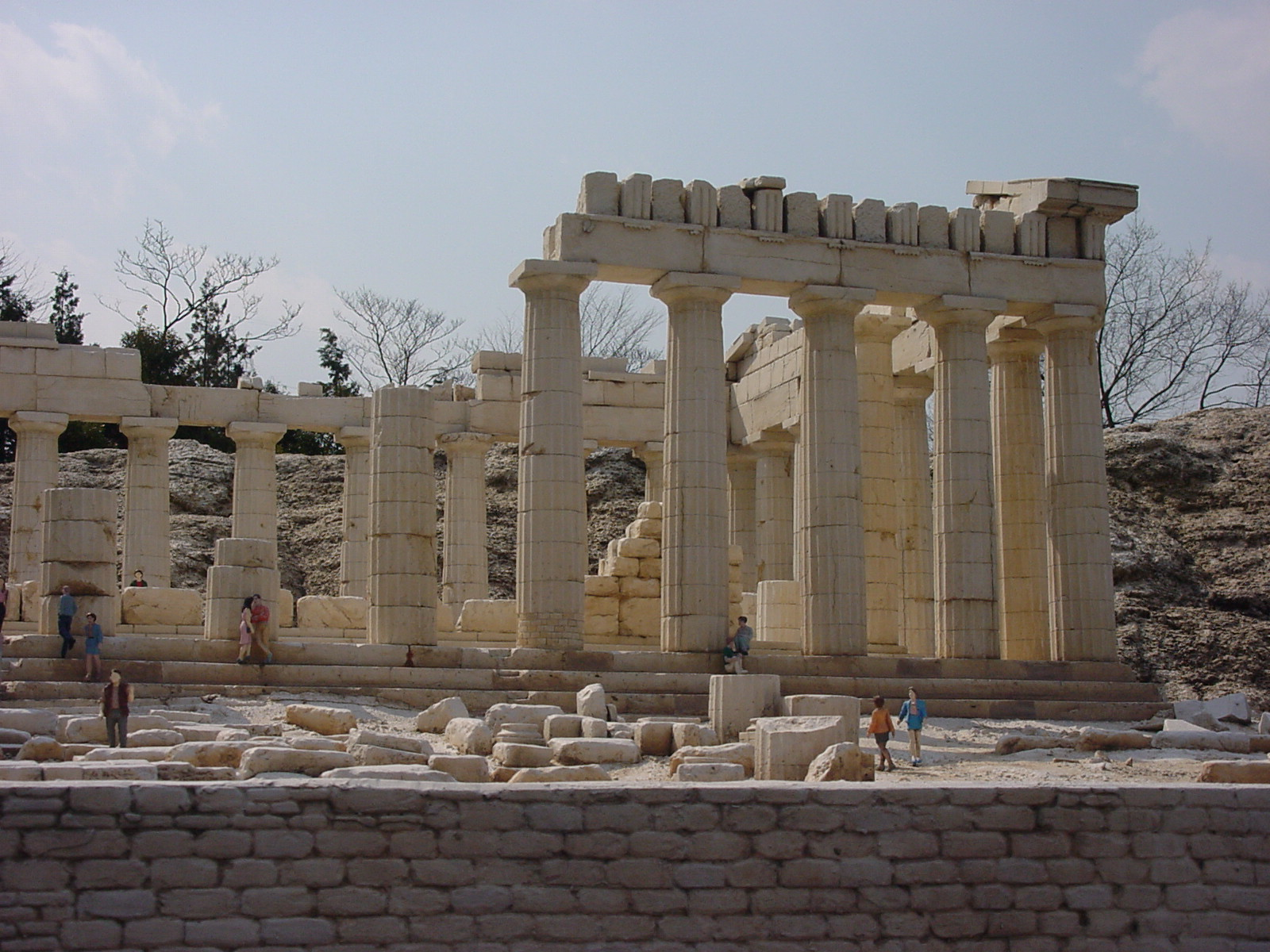
パルテノン神殿
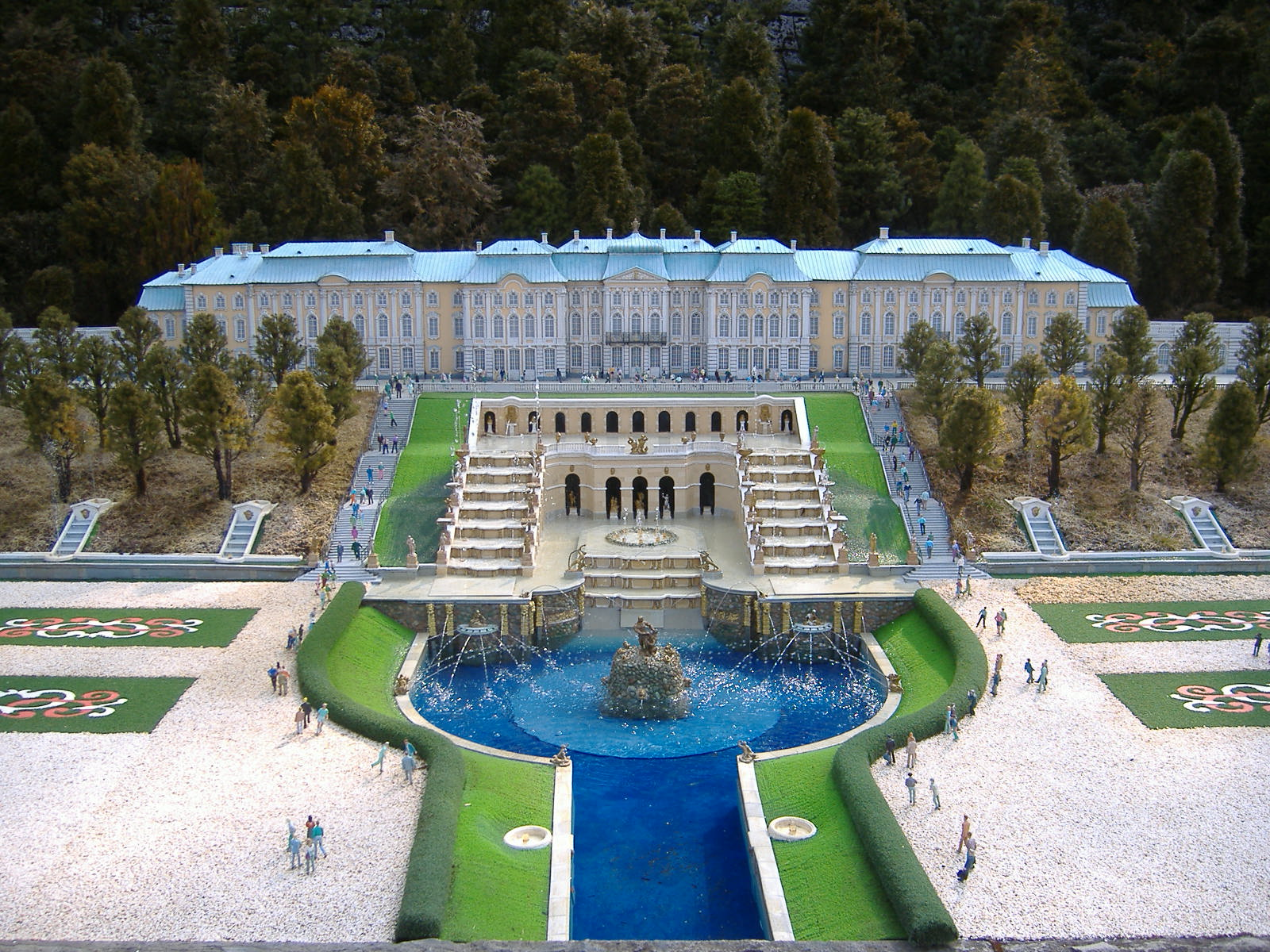
ピョートル噴水宮殿。116本のノズルから水が出る
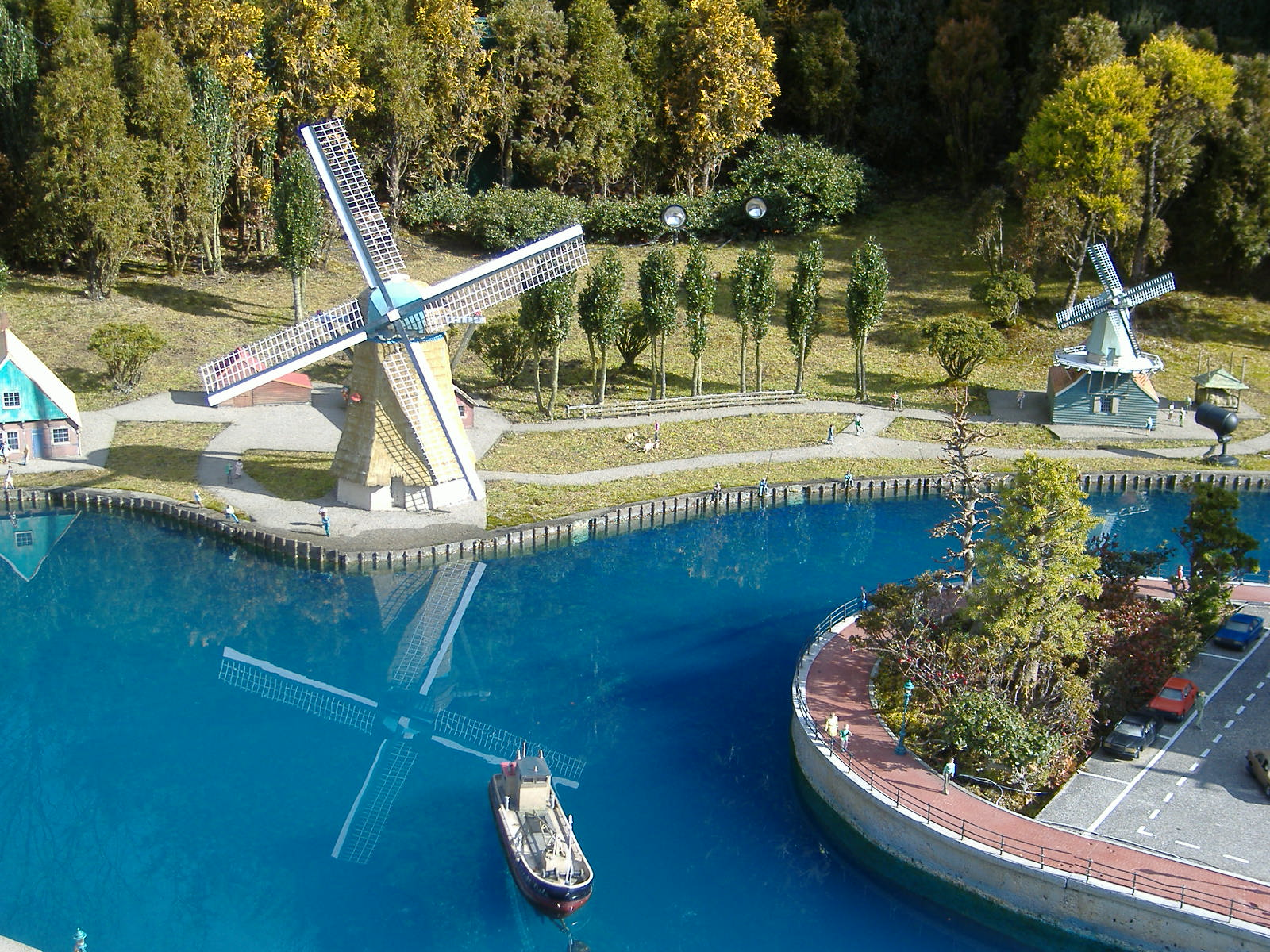
キンデルダイクの風車（左）とザーンセ・スカンスの風車B
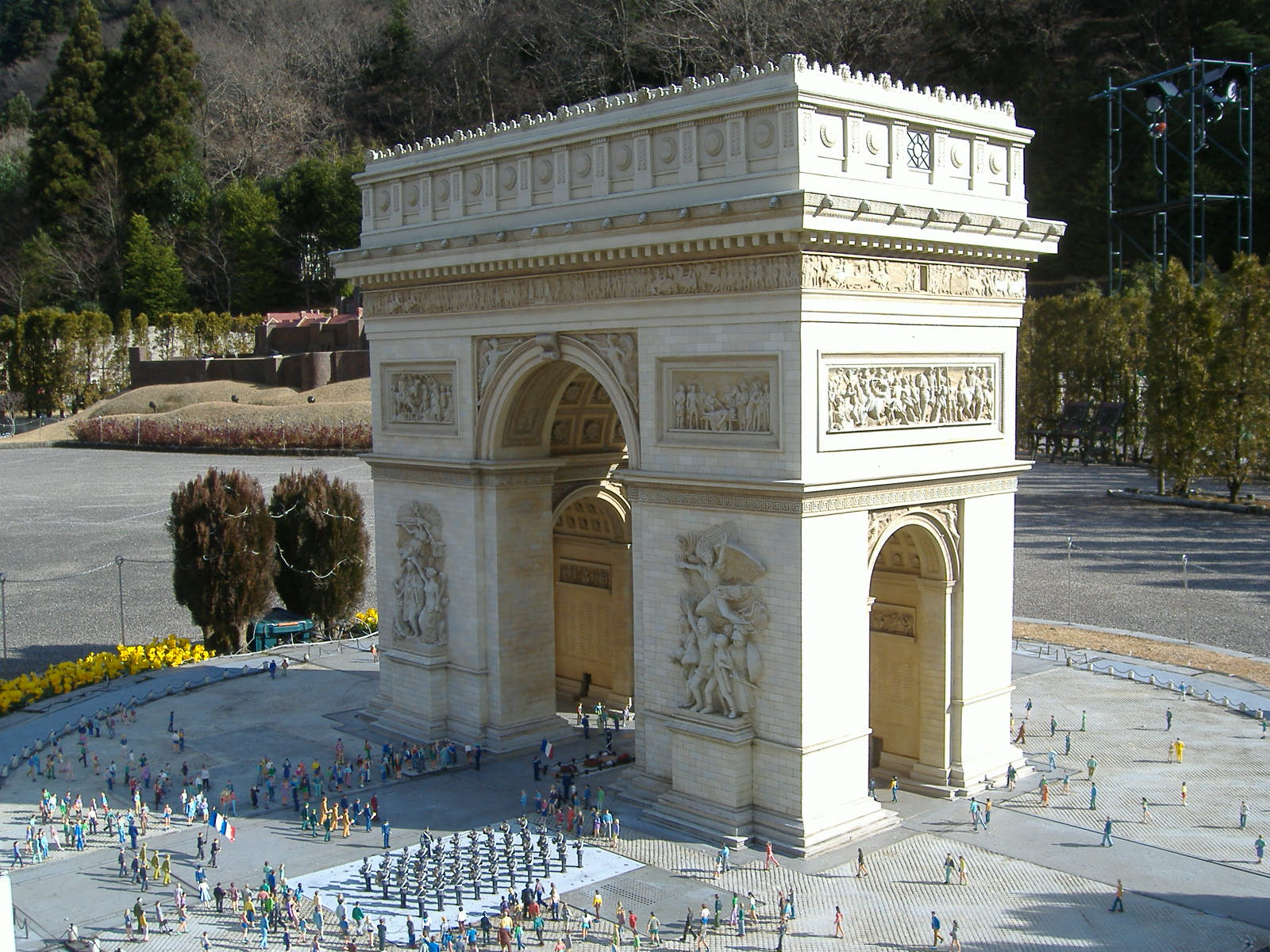
凱旋門

### アジアゾーン
| 番号 | 展示物の名称           | 国・地域   | 年代            | 備考 |
| ---- | ---------------------- | ---------- | --------------- | --- |
|      | ワット・アルン         | タイ       |                 | |
| 57   | マスジット・イ・シャー | イラン     | 1638年          | 世界遺産 |
| 58   | アーナンダ寺院         | ミャンマー | 1091年頃        | |
| 59   | アンコール・ワット     | カンボジア | 12世紀頃        | 世界遺産 |
| 60   | タージ・マハル         | インド     | 1653年          | 世界遺産 |
| 61   | 故宮                   | 中国       | 15世紀 - 17世紀 | 世界遺産、映画「ラスト・エンペラー」の撮影場面を再現。2012年9月に解体され、2013年4月24日に再建造したものが公開された。 |
| 62   | 天壇                   | 中国       | 1420年          | 世界遺産 ★胡旋舞（1ポイント）                                                                                          |
| 63   | 敦煌・莫高窟           | 中国       | 4世紀頃         | 世界遺産 |
| 64   | 雲崗の石窟             | 中国       | 5世紀後期       | 世界遺産 |
| 65   | 万里の長城             | 中国       | 紀元前3世紀頃   | 世界遺産 |
| 66-A | ソウル南大門           | 韓国       | 1448年          | 2008年に火災で焼失、2013年再建                                                                                         |
| 66-B | 景福宮 勤政殿・香遠亭  | 韓国       | 1867年          | 1999年4月より展示 ★（1ポイント）                                                                                       |
| 67-A | 高雄龍虎塔             | 台湾       | 1976年          | 蓮池潭にある |
| 67-B | 台北101                | 台湾       | 2004年          | 2015年10月より展示 |
| k    | 富貴角燈台             | 台湾       |                 | |

以下はアジアゾーン展示物の補足説明である。
故宮
映画「ラストエンペラー」撮影の様子を再現していた。2013年4月の開園20周年を機に、展示物が丸ごと建替えられることになり、2012年9月に従来のものは解体された。
景福宮 勤政殿・香遠亭
李氏朝鮮時代の王宮。韓国から日光国立公園への観光客が増加していることを受け、1999年4月24日に開業以来6年目で初めてとなる新展示物として公開された。その際、開園当初は展示番号「66」であった南大門を「66-A」、景福宮を「66-B」としている。
高雄龍虎塔
展示物リニューアルのため、2014年12月に解体。2015年4月24日に再公開。

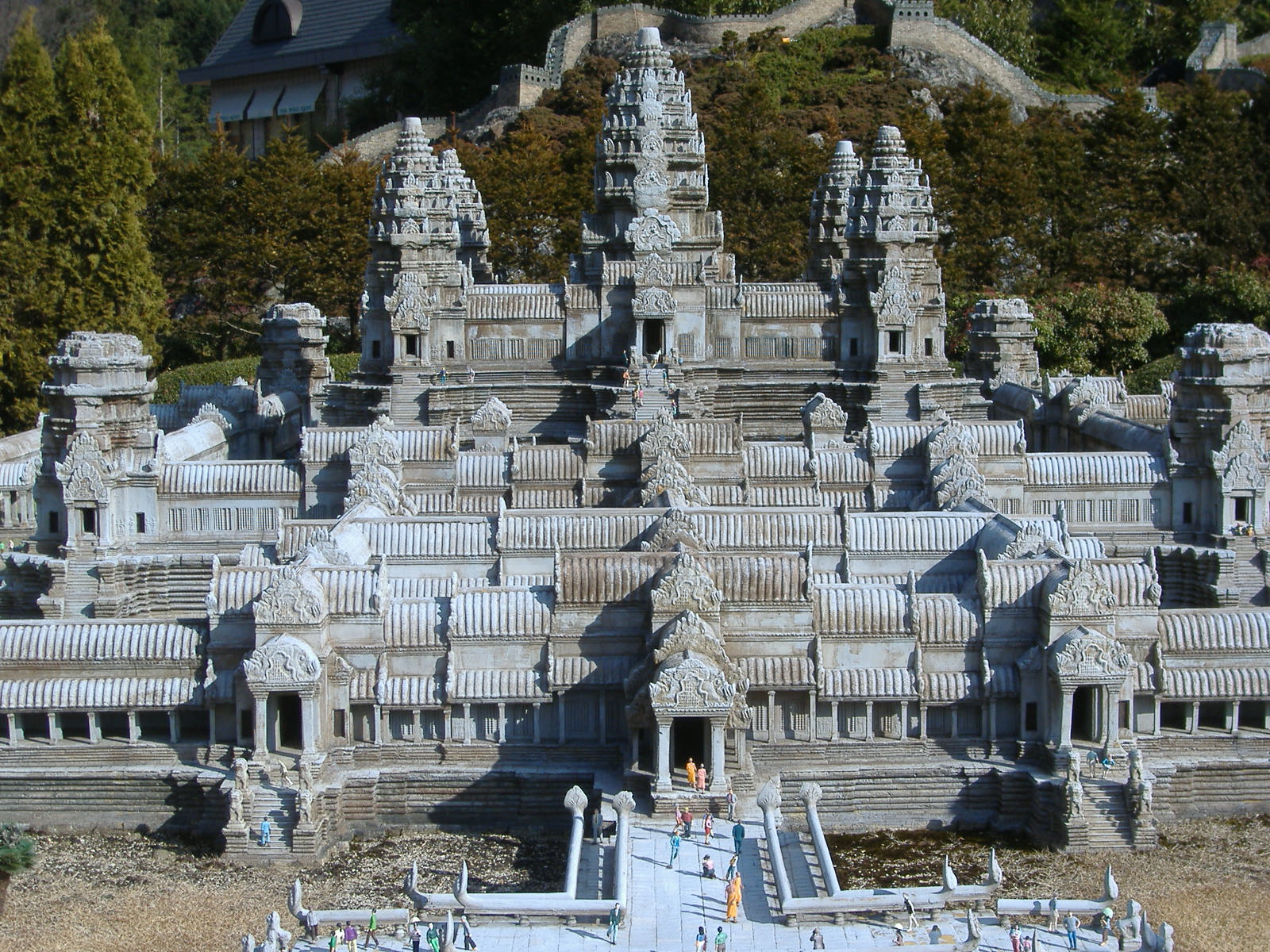
アンコール・ワット
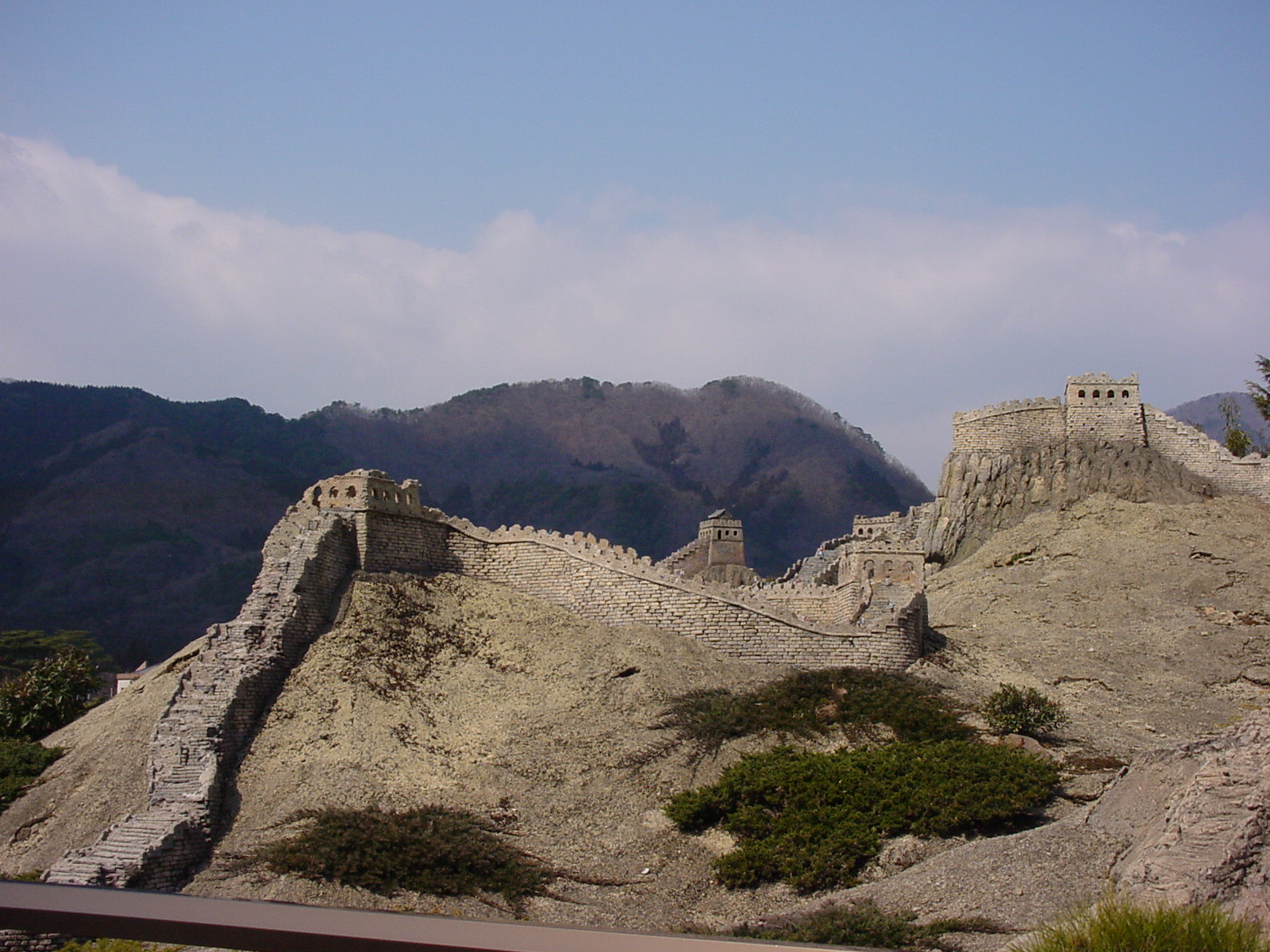
万里の長城
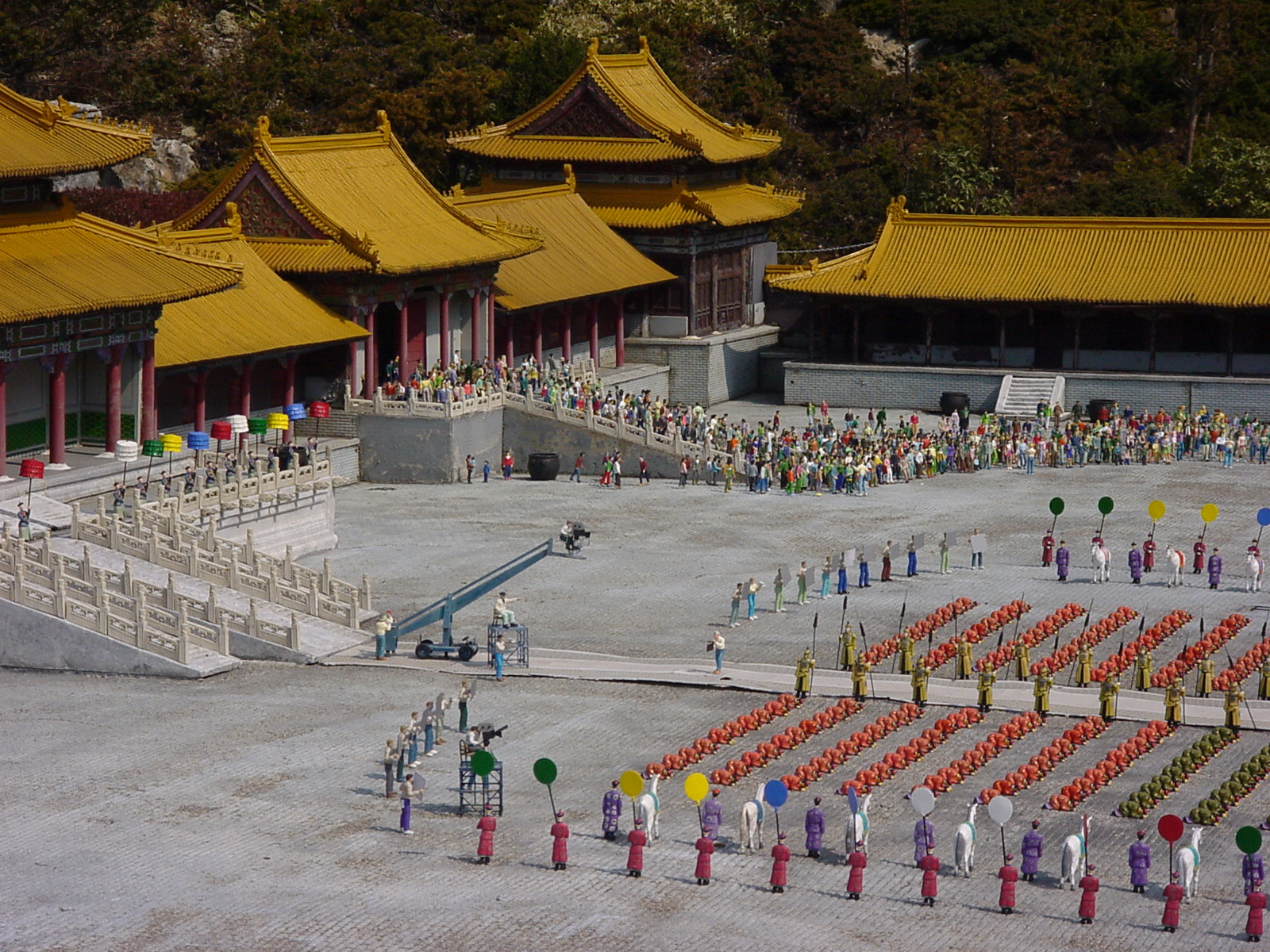
故宮。映画「ラストエンペラー」の撮影風景を再現
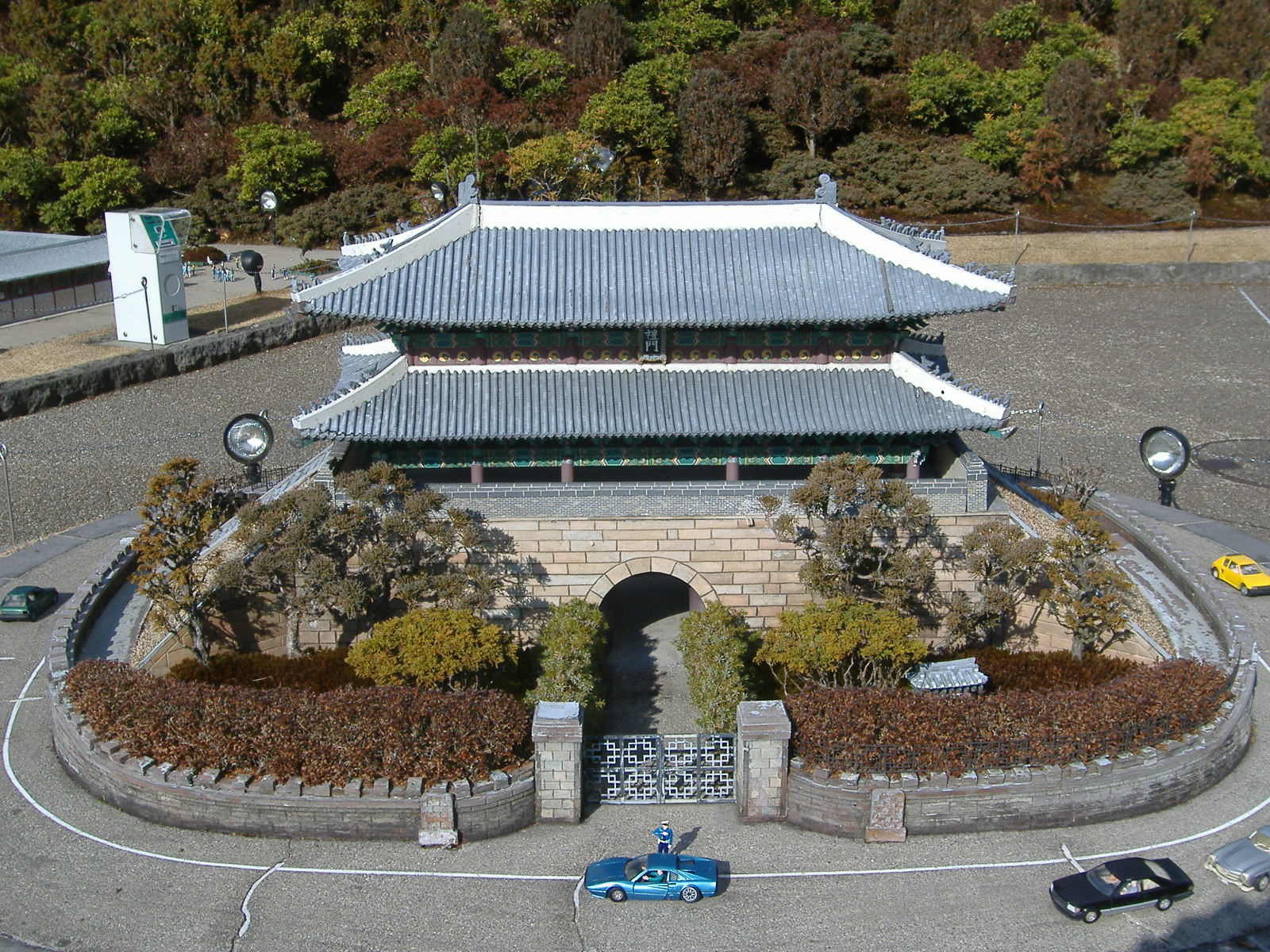
ソウル南大門
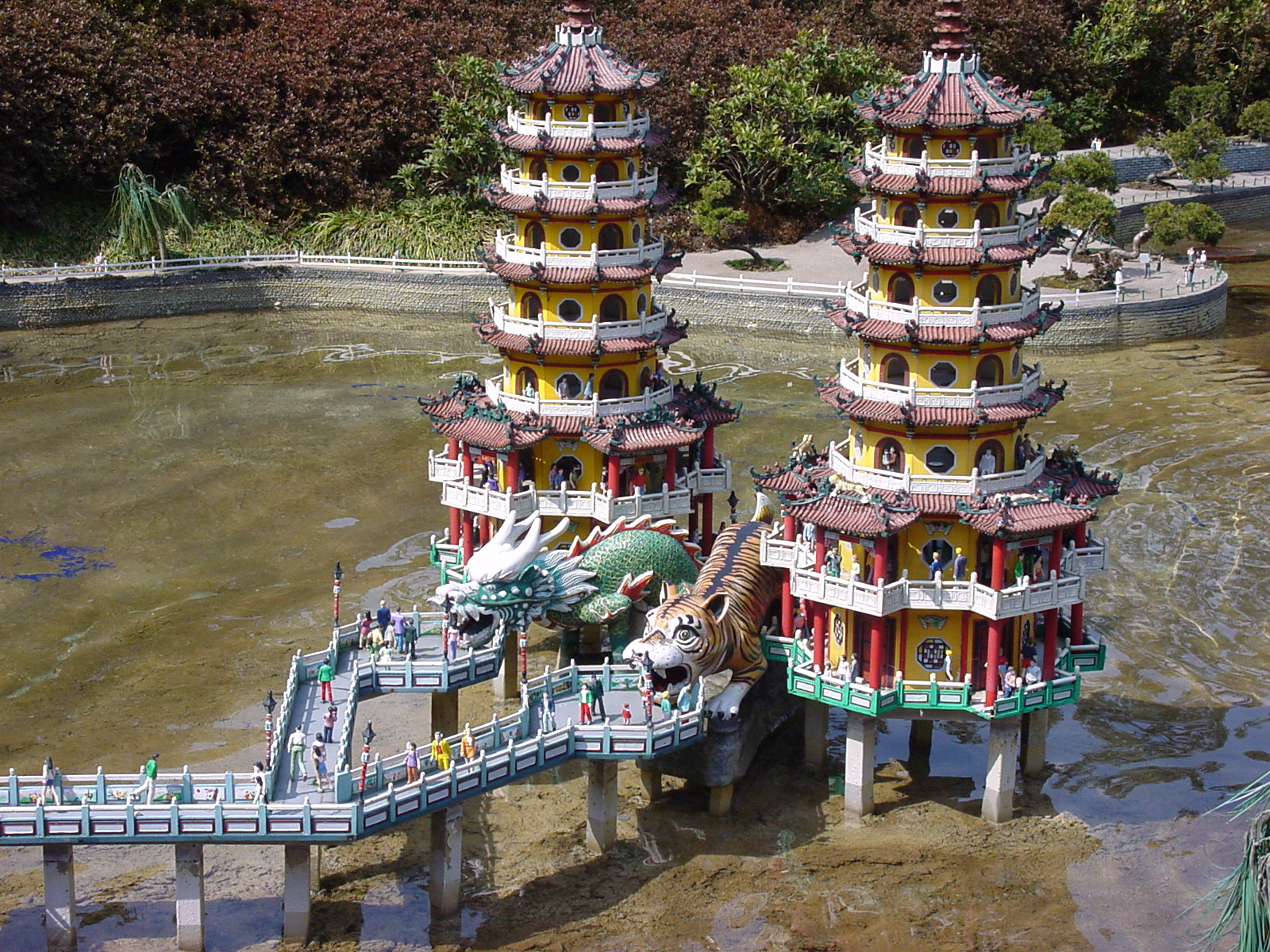
高雄龍虎塔

### 日本ゾーン

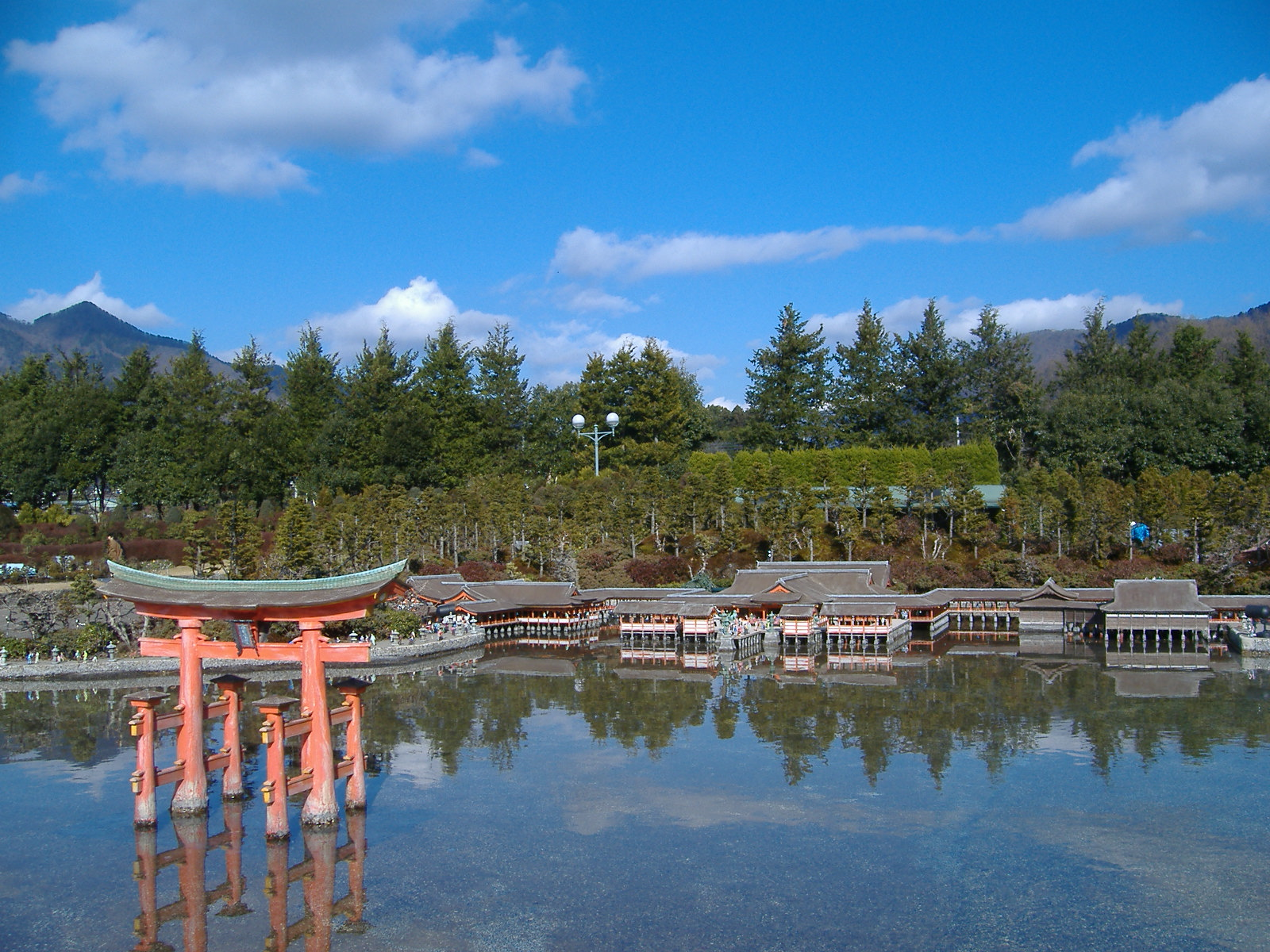
厳島神社
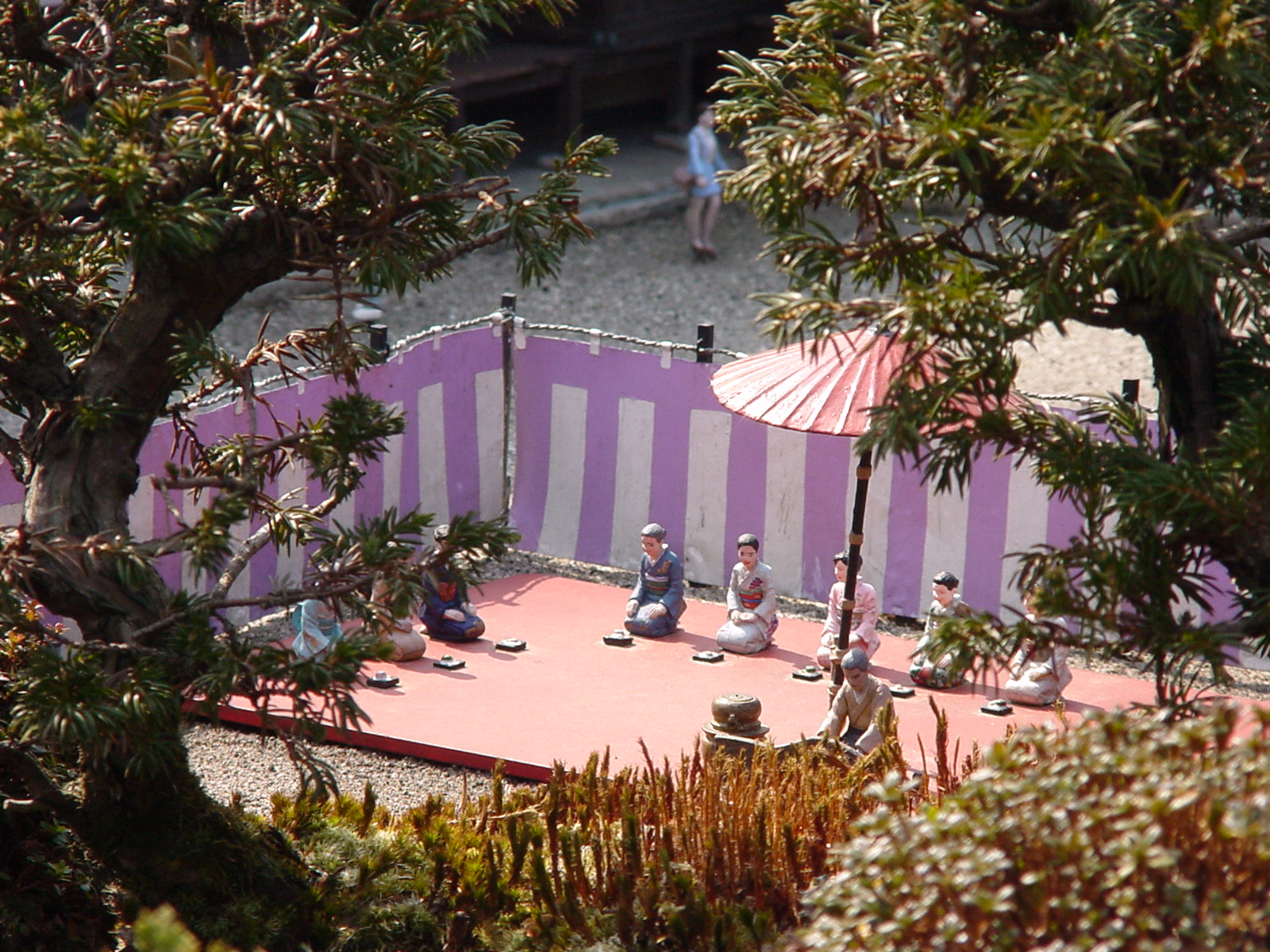
二条城の庭園でお茶会
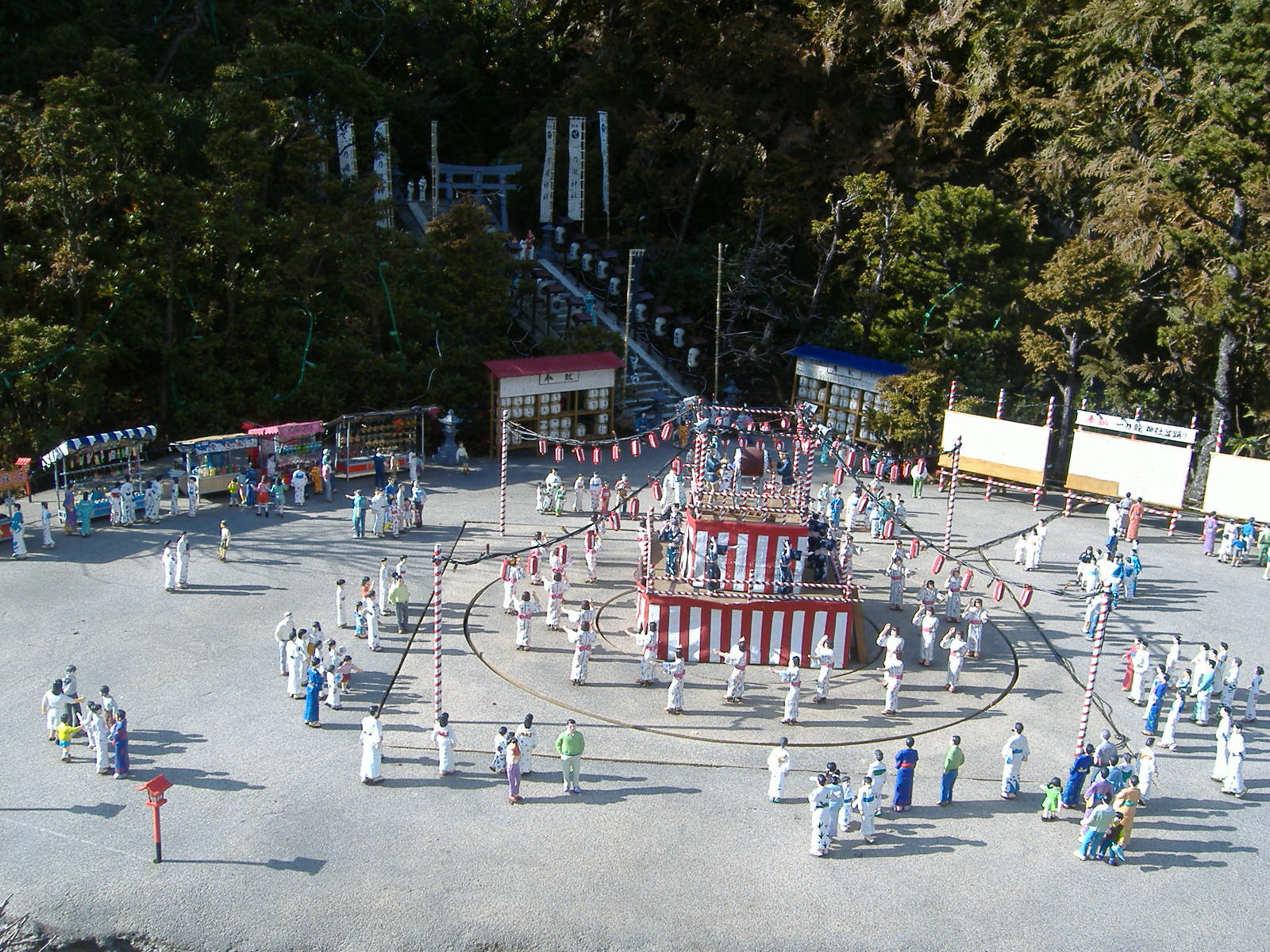
夏の風物詩・盆踊り
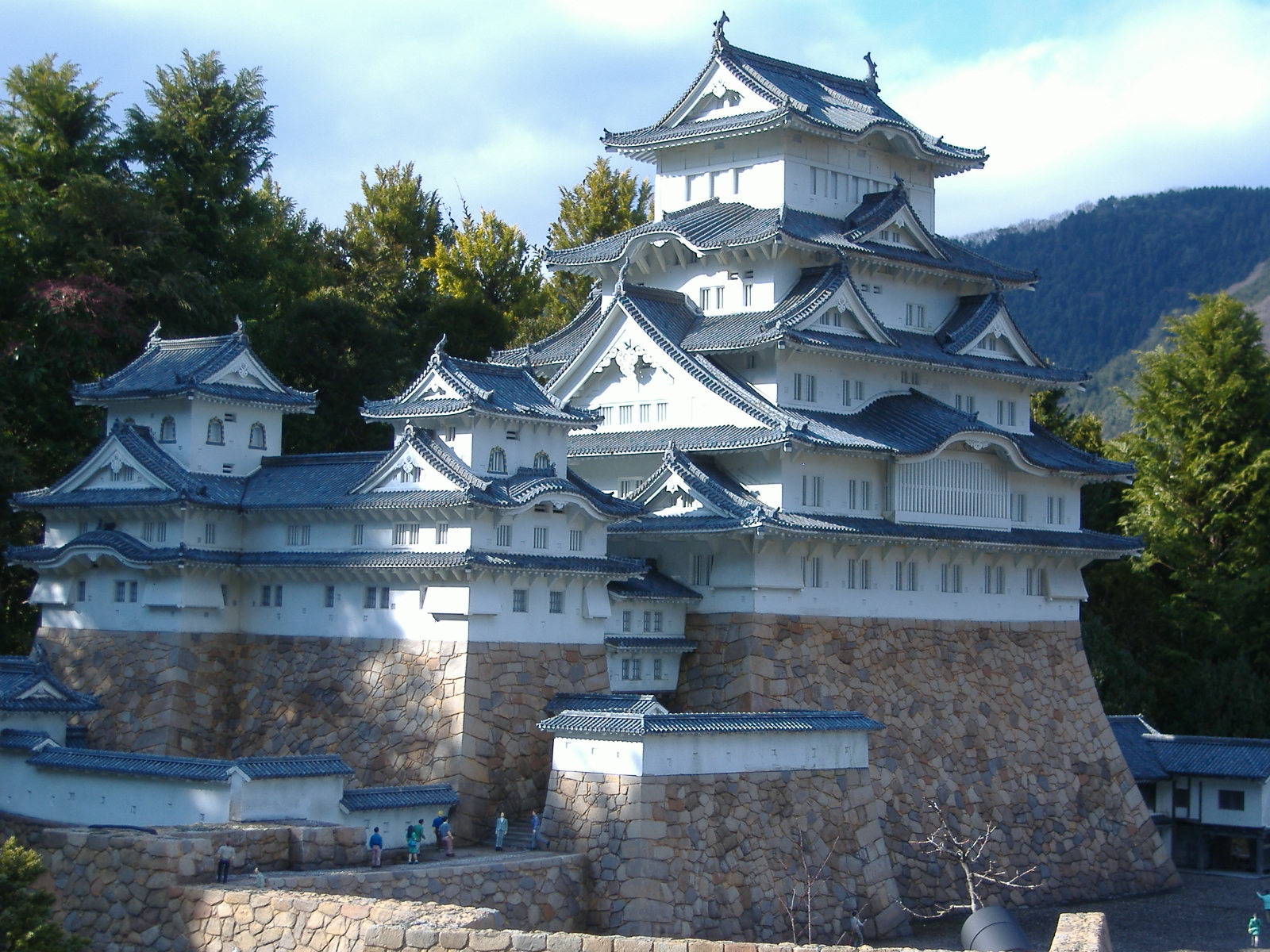
姫路城天守閣

| 番号 | 展示物の名称             | 国・地域                                       | 都道府県                                       | 年代                                           | 備考                                                                                     |
| ---- | ------------------------ | ---------------------------------------------- | ---------------------------------------------- | ---------------------------------------------- | ---------------------------------------------------------------------------------------- |
| 68   | 石山寺多宝塔             | 日本                                           | 滋賀県                                         | 747年                                          | 国宝                                                                                     |
| 69   | 唐招提寺                 | 日本                                           | 奈良県                                         | 759年                                          | 国宝・世界遺産                                                                           |
| 70   | 薬師寺                   | 日本                                           | 奈良県                                         | 680年                                          | 国宝・世界遺産                                                                           |
| 71   | 法隆寺                   | 日本                                           | 奈良県                                         | 607年                                          | 国宝・世界遺産                                                                           |
| 72   | 春日大社                 | 日本                                           | 奈良県                                         | 768年                                          | 国宝・世界遺産、1863年再建                                                               |
| 73   | 二条城二の丸御殿         | 日本                                           | 京都府                                         | 1603年                                         | 国宝・世界遺産                                                                           |
| 74   | 鹿苑寺金閣               | 日本                                           | 京都府                                         | 1397年                                         | 特別史跡・世界遺産、 1955年再建                                                          |
| 75   | 慈照寺銀閣               | 日本                                           | 京都府                                         | 1490年                                         | 国宝・特別史跡・世界遺産                                                                 |
| 76   | 平等院鳳凰堂             | 日本                                           | 京都府                                         | 1052年                                         | 国宝・世界遺産                                                                           |
| 77   | 京都御所 紫宸殿          | 日本                                           | 京都府                                         | 13世紀頃                                       | 1852年再建                                                                               |
| 78   | 桂離宮                   | 日本                                           | 京都府                                         | 17世紀頃                                       |                                                                                          |
| 79   | 清水寺                   | 日本                                           | 京都府                                         | 778年                                          | 国宝・世界遺産、1633年再建                                                               |
| 80   | 東大寺大仏殿             | 日本                                           | 奈良県                                         | 8世紀前半                                      | 国宝・世界遺産、1691年再建                                                               |
| 81   | 厳島神社                 | 日本                                           | 広島県                                         | 1168年頃                                       | 国宝・特別史跡・世界遺産                                                                 |
| 82   | 姫路城                   | 日本                                           | 兵庫県                                         | 1609年                                         | 国宝・特別史跡・世界遺産                                                                 |
| 83   | 瑞巌寺                   | 日本                                           | 宮城県                                         | 828年頃                                        | 国宝、1609年再建                                                                         |
| 84   | 円覚寺舎利殿             | 日本                                           | 神奈川県                                       | 1282年                                         | 国宝                                                                                     |
| 85   | 熊本城                   | 日本                                           | 熊本県                                         | 1607年                                         | 特別史跡                                                                                 |
| 86   | 日本の四季               | 日本                                           | （モデル風景）                                 | 春：田植え 夏：盆踊り 秋：稲刈り 冬：出初式    | ★盆踊り（1ポイント）                                                                     |
| j    | 東武特急・SL             | 日本                                           |                                                |                                                |                                                                                          |
| 87   | 山形・田麦俣の民家       | 日本                                           | 山形県                                         | 1822年                                         | 県指定有形文化財                                                                         |
| 88   | 新潟・豪農の館           | 日本                                           | 新潟県                                         | 1826年                                         | 重要文化財                                                                               |
| 89   | 富山・散居村の民家       | 日本                                           | 富山県                                         | 1853年                                         |                                                                                          |
| 90   | 岐阜・合掌造りの民家     | 日本                                           | 岐阜県                                         | 17世紀 - 18世紀                                | 世界遺産                                                                                 |
| 91   | 風見鶏の館・旧トーマス邸 | 日本                                           | 兵庫県                                         | 1900年代                                       | 重要文化財                                                                               |
| 92   | 大阪・大和棟の民家       | 日本                                           | 大阪府                                         | 17世紀初頭                                     | 重要文化財                                                                               |
| 93   | 愛媛・八棟造りの民家     | 日本                                           | 愛媛県                                         | 1758年頃                                       | 重要文化財                                                                               |
| 94   | 旧開智学校               | 日本                                           | 長野県                                         | 1873年                                         | 国宝                                                                                     |
| 95   | 道後温泉本館（振鷺閣）   | 日本                                           | 愛媛県                                         | 1894年                                         | 重要文化財・近代和風建築・近代化産業遺産 ★阿波踊り（1ポイント）                          |
| 96   | 大浦天主堂               | 日本                                           | 長崎県                                         | 1864年                                         | 国宝                                                                                     |
| 97   | 旧グラバー邸             | 日本                                           | 長崎県                                         | 1863年                                         | 重要文化財・世界遺産                                                                     |
| 98   | 堂崎天主堂               | 日本                                           | 長崎県                                         | 1908年                                         | 県指定有形文化財                                                                         |
| 99   | 守礼の門                 | 日本                                           | 沖縄県                                         | 14世紀末頃                                     | 県指定有形文化財、1958年再建 ★蛇踊り（1ポイント）                                        |
| 100  | 札幌時計台               | 日本                                           | 北海道                                         | 1878年                                         | 重要文化財                                                                               |
| 101  | 旧北海道庁舎             | 日本                                           | 北海道                                         | 1888年                                         | 重要文化財                                                                               |
| 102  | 動物公園                 | （イギリスの動物公園をベースにしたモデル風景） | （イギリスの動物公園をベースにしたモデル風景） | （イギリスの動物公園をベースにしたモデル風景） | ★メリーゴーラウンド・観覧車・スカイジェット・コーヒーカップ・バイキング作動（1ポイント） |
|      | 首里城                   | 日本                                           | 沖縄県                                         | 14世紀                                         | 国宝・世界遺産（火災で現存せず）                                                         |

以下は日本ゾーン展示物の補足説明である。
日本の四季
日本の代表的な四季の風景として春の田植え、夏の盆踊り、秋の稲刈り、冬の出初式を再現。バックの線路上を東武特急スペーシアX・SL大樹・蒸気機関車に牽引される貨物列車が走る。
守礼の門
首里城は「琉球王国のグスク及び関連遺産群」として世界遺産に登録されているが、沖縄戦で破壊され1958年に復元された守礼門や1992年に復元された正殿は対象に含まれていない（守礼門は1972年に沖縄県指定文化財となっている）。
- 厳島神社
- 二条城の庭園でお茶会
- 夏の風物詩・盆踊り
- 姫路城天守閣

### シャクナゲパーク
2006年5月に閉園した「鹿沼しゃくなげフラワーパーク」のシャクナゲを譲受・移植し、2009年4月24日に開園した。1200本のシャクナゲが植樹されており、以前はアジアゾーンと日本ゾーンの中間（※現在の休憩室「いこい」と「コンベンションハウス」の隣接地）に入場口があり東武ワールドスクウェアの入場者は無料、パークのみ入園の場合は開花状況により500〜300円、小人は無料。
開花状況により概ね4月下旬から6月上旬の間で開園日と入場料金が変動。シーズン外は「森林浴ゾーン」として無料開放されていたが、現在はシャクナゲパークのみの入園はできなくなった。
開園20周年の2013年には東武鉄道や一般から募った人々による「記念植樹」が行われた。
5月中旬の金曜～日曜の3日間、ナイトお花見会と称してシャクナゲのライトアップが行われる。また、冬期のイルミネーション実施時にシャクナゲパーク内もイルミネーションの装飾が行われる。

### 営業時間
年中無休（悪天候時は臨時休園する場合がある）
- 9時 - 17時（3月20日 - 11月10日）
- 9時 - 16時（11月11日 - 3月19日）

入園は閉園時間の1時間前まで。また、夏期限定のライトアップ・冬季限定のイルミネーションを実施する場合は季節により20時から21時の範囲で延長営業。

### 入園料
当日券
- 大人：2,800円　小人：1,400円

前売り券
- 大人：2,500円　小人：1,200円

## 期間限定イベント・プレゼント企画
期間限定で、実在の人物や特定の版権キャラクターの人形を園内展示物の数ヶ所に設置し、来園者に探し当てさせるクイズを実施することがある。クイズ全問正解者の中から抽選で、その人物にまつわる賞品や旅行券が当たる。また、園内では季節・日にち限定で様々なイベントを開催する。
これまでに登場した人物と賞品
- キャイ〜ン（浅井企画、オリジナルテレホンカード） - キャイ〜ンはテレビCMにも登場した。
- 1000万人達成 記念プレゼント企画（WEB上と現地園内で同時実施。クイズ形式の応募で賞品は、鬼怒川温泉「花の宿 松や」ペア宿泊券1名、星の宮カントリー倶楽部・ゴルフ券5名、藤が丘カントリー倶楽部・ゴルフ券4名、東武ワールドスクウェアペア入場券50組100名）
- ペプシマンを探せ！（ペプシコーラ）
- ペプシマンを探せ！2（2002年3月31日まで）
- QUIZ今日のあなたは名探偵！（2002年 - 2004年開催。園内の各所に配置されたクイズに回答し応募すると入園券などが貰えたプレゼント企画）
- JAL(日本航空) （2004年／日本航空設立記念で来場者に記念品を配布）
- ヨーロッパフェア「パリまたはローマ5日間の旅」5組10名様プレゼント（2004年）
- クイズジャビット&シスタージャビットを探せ！（読売ジャイアンツ）（2004年4月 - 2005年3月31日）
- でんこちゃんを探せ！（東京電力、2006年 - 2007年／オリジナルグッズ）
- ジャルパック企画　AVAフリーステイ・韓国・ソウル2泊3日、10組20名招待イベント （2006年4月）
- JALワンワールド加盟記念&開園15年目特別企画 世界一周航空券+旅行プレゼント（2007年5月）
- クイズペコちゃんを探せ！（不二家、2008年4月1日 - 2009年3月末／同社の菓子詰め合わせ）
- 世界のタワーを見に行こう！JALプレゼントキャンペーン（2010年）
- クイズ「チェブラーシカを探せ！」（2010年4月1日 - 2011年3月31日／チェブラーシカ・プロジェクト、オリジナルグッズ）
- 鉄道むすめ（トミーテック、東武鉄道ジャンク品お買い物ツアー）
- クイズ ウルトラマンを探せ！（2011年4月1日 - 2013年3月31日開催／全問正解者の中から抽選で宿泊券やウルトラマングッズをプレゼント）
- カールおじさんを探せ！（明治製菓／同社の菓子詰め合わせ）
- 日清チキンラーメンのひよこちゃんが園内4か所に登場！（2013年）
- 開園20周年記念クイズ「TWSで世界を探検しよう！」（2013年4月24日 - 3月31日。全8問のクイズを解き、園内の応募箱に投函し正解者は宿泊券や入園券が当たる記入式クイズ）
- クイズ ソラカラちゃんを探せ！（2014年4月1日 - 2015年10月3日。園内の4箇所にあるソラカラちゃんを探して応募箱にその答えを応募する形式）
- クイズ ダンパーベイビー＆ソラカラちゃんを探せ！（2015年10月4日 - 2016年3月31日。園内の4箇所に隠れているダンパーベイビー＆ソラカラちゃんを探して専用応募箱に応募する形式のクイズ）
- クイズ ダンパーベイビーとトム＆マイムを探せ！（2016年。園内の4箇所に隠れているダンパーベイビーとトム＆マイムを探して専用応募箱に応募する形式のクイズ。全問正解者の中から抽選でオリジナルグッズ等がプレゼントされる。）
- 東武ワールドスクウェアオリジナル・スタンプラリー（2017年4月から開催中。現代日本・アメリカ・エジプト・ヨーロッパ・アジア・日本と各ゾーンのスタンプを集め、「帰国証明」のスタンプを押してインフォメーションに行き「世界一周認定印」を押印後、オリジナルのポストカードがプレゼントされる）

園内で行われた主なタイアップイベント・企画イベント
- 『ゴジラ展』 - 2000年4月29日 - 7月26日、園内「フォレストハウス」1階で開催。全6ゾーン分割形式で映画ゴジラの世界観を再現したジオラマやゴジラの頭部などを展示。
- 『東武ワールドスクウェア スペシャルナイト』（初の夜間営業）- 2000年8月19日 - 26日開催。※ライトアップ準備のため17:00 - 19:00は一旦閉園し19:00から営業再開。最終入園時間は22:00。大人1200円、小人600円。
- 『草月流 ikebanaイリュージョンin東武ワールドスクウェア』 - 2000年10月24日 - 27日、いけばなエキシビジョン10月28日 - 11月12日開催。生け花草月流の竹中麗湖師範をアートディレクターに迎え、園内の歴史的建造物と生け花のコラボレーション展示とエキシビジョンを展開。
- 『栃木県民の日』- 2002年6月9日 - 15日開催。栃木県民を対象とした、初の入園料特別割引を実施。
- 『1億3千万年前の化石展』 - 2002年7月1日 - 11月4日開催。ブラジルで発見されたメソザウルスやシーラカンスの化石など30種類70点を展示。
- 『東武ワールドスクウェア フォトコンテスト』 - 2003年1月開催。園内で撮影し、園内のフォトプラザでプリント・焼付けをした写真を対象とした写真コンテスト。
- 『鬼怒川温泉 餃子祭り』 - 2004年から毎年3月頃または9月頃に開催。宇都宮餃子各店が園内に集結して食べ比べイベントなどを開催
- 『東武ワールドスクウェア ホームページリニューアル記念クイズ＆プレゼント』 -2004年11月27日～12月末まで開催。
- 『開園15年目特別企画 フォトコンテスト2007』 - 2007年4月24日～11月30日開催。
- 『トミカ プラレールフェスティバル』（2008年夏）
- 『サマーライトアップin東武ワールドスクウェア』（2008年夏）
- 『東京スカイツリー 公式キャラクター「ソラカラちゃん」来園!』- 1/25の東京スカイツリー 展示物完成1周年記念として記念撮影会を開催
- 『栃木県のキャラクター「とちまるくん」日光冬季国体PR in東武ワールドスクウェア！』（2013年4月27日 - 29日）
- 『東武ワールドスクウェア開園20周年記念スペシャル FMとちぎ公開生放送』（2013年5月1日）

※毎年5月のゴールデンウィークと8月の繁忙期には、子供向けのヒーローショーやアニメキャラクターショー（着ぐるみショー）なども行われる。
- 『台湾ランタンフェスティバル』（2016年4月29日 - 10月30日） - 2016年に台湾・桃園市で開催された台湾ランタンフェスティバルのランタンの一部を展示。5月13日 - 15日の「ナイトお花見会」に併せ夜間ランタンを点灯
- 『所JAPANコラボレーション企画』（2022年8月） - 所ジョージ・U字工事の人形を園内に設置。

## 交通

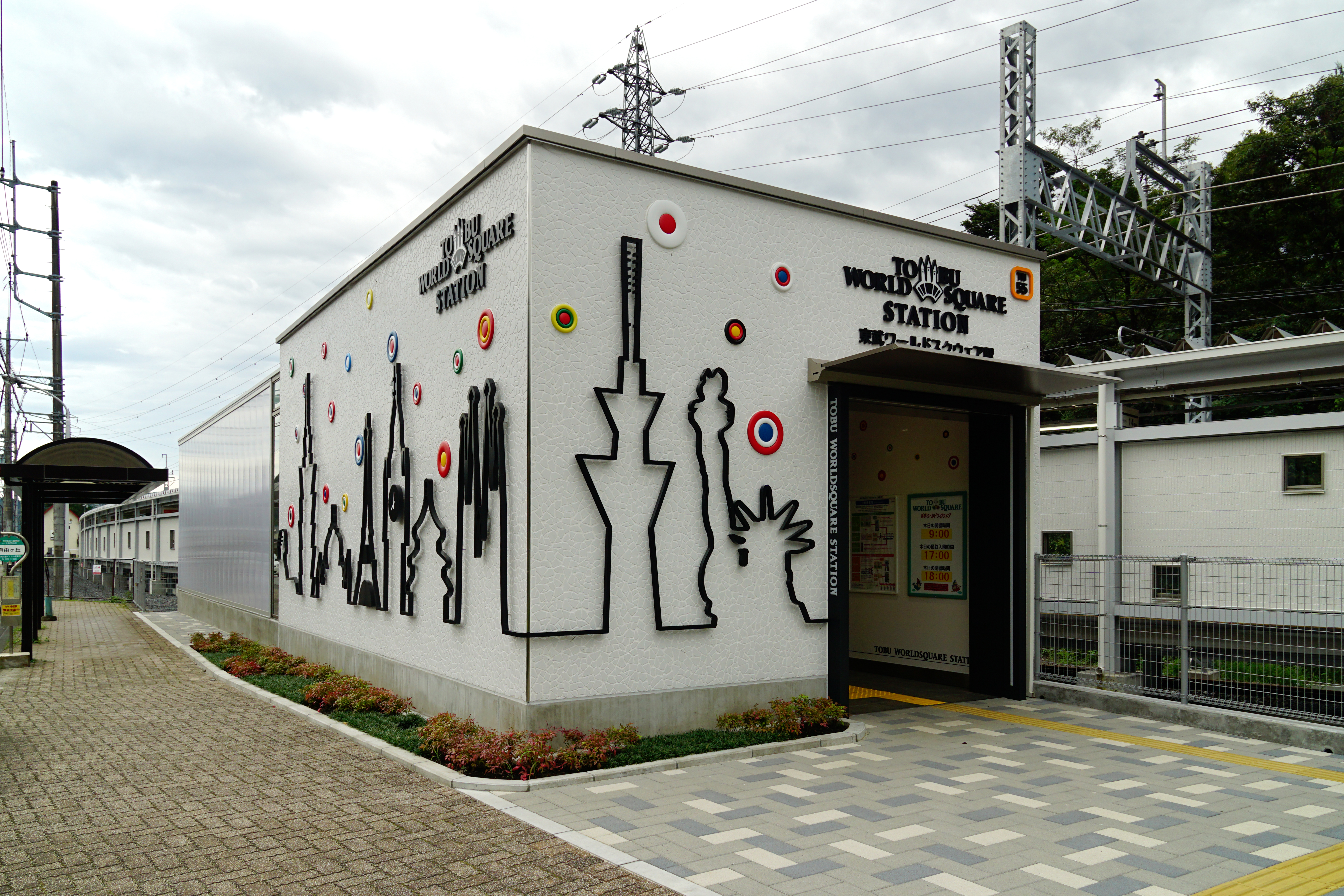
東武ワールドスクウェア駅

- 最寄り駅は東武ワールドスクウェア駅。2017年7月22日にメインゲート付近に新設され、アクセスが容易となった。
- 小佐越駅徒歩8分[32][29]。小佐越駅は東武ワールドスクウェアの開園に合わせて駅舎の改築が行われている。
- 日光交通ダイヤル営業所が鬼怒川温泉駅 - 東武ワールドスクウェア園内 - 小佐越駅 - （新高徳駅） - （ウェスタン村入口） - 日光江戸村間に日中1時間3本程度の循環路線バスを運行しており、園内に乗り入れる。
- 日光交通の路線バスの鬼怒川線（鬼怒川公園駅 - 鬼怒川温泉駅 - 獨協医科大学日光医療センター - 新高徳駅 - 今市駅 - 下今市駅）も利用できる。
- 自動車では今市インターチェンジ・矢板インターチェンジより約40分。
- 東北急行バスが東京駅 - 日光・鬼怒川線を毎日1往復運行し、東武ワールドスクウェアにも停車している。
- 京浜急行バス 横浜駅・羽田空港 - 日光・鬼怒川温泉線「東武ワールドスクウェア駅」停留所下車。

## CM
1993年の開園からしばらくの間は不定期でスポットCMを放映していたが1996年以降、イベント開催時などにCMが放映されるようになり、2000年代以降は有名タレントを起用しなくなった。2016年現在は在京キー局の関東ローカル枠(テレビ東京「土曜スペシャル」放送枠内)でスポット放映され、同番組の提供も行っている。2014年から現在まで放映されているCMはハイビジョン画質(HV画質)に対応した新規製作の物になっている。
出演者
- 小田茜（1993年3月と4月の開園から1年程度）
正式開園前の園内で実写撮影した小田茜が、トムとマイムの合成アニメーションと共にエジプトのピラミッドやスフィンクスを巡る内容。ラストカットに「微笑みの楽園 東武ワールドスクウェア 4月オープン」のテロップ入り。30秒版はピサの斜塔を巡るカットと万里の長城を巡るカットがあり、15秒版はそれらを除いた物である。
クロマキー合成でミニチュアサイズに縮小した小田が、トムとマイムのアニメーションと共に園内の展示物を駆け巡る内容。前出バージョンの「開園オープン後版」である。
- 栗原小巻（1995年頃）
「夢・感動との出逢い」をテーマとした、大人を主なターゲットとして製作されたCM。栗原小巻と男性の俳優が園内の展示物を巡る内容。
- 大沢さやか（1996年頃）
- ジュディ・オング（1997年頃）
- キャイ〜ン（1999年）
- ウィンターイルミネーションの告知（2003年10月）
- まだここでしか見られない、二年後の未来。東京スカイツリー誕生（2010年）
- 世界の街角の映像を園内でロケしたと紹介する内容、東京スカイツリー展示開始の告知（2010年）
- 世界の街角の映像を園内でロケ撮影をしたと紹介する内容と、ウィンターイルミネーションの告知（2016年）
- 園内で新規撮影した、1/25スケールのミニチュアをめぐる「一日で体験できる世界旅行」の内容と冬季イルミネーションの告知（2017年、2018年）
- 新展示物 ワット・アルンの告知と冬季イルミネーションの告知（2019年）
- 1/25スケールのミニチュアをめぐる「一日で体験できる世界旅行」の告知（2018年版の再編集、2020年）
- 1/25スケールのミニチュアをめぐる「一日で体験できる世界旅行」の告知（新型コロナウイルス感染拡大に伴う臨時休園のテロップ入り、2020年春、再編集版）

### 車体広告
- 東武30000系電車(南栗橋車両管理区)の側面の帯の下に、当園のロゴ入りステッカーが貼付され運行されていた。
- 2003年11月から1年半、東武9000系電車1編成にて、前面や側面窓下にロゴ入りステッカーを貼付すると共に、側面ドア横に『鬼怒川名物、』とコピーを入れた展示物をアップにした写真をポスター貼りした車両が運行されていた。

## テーマソング
テーマソングとして『東武ワールドスクウェア』（作詞・舞濱治夢、作曲・西尾嘉高、編曲・山中紀昌）が制作され、最初のCMに出演した小田茜が歌唱した。テレビCMでは出演者が変わる毎に歌手やアレンジが変更されたが、東武ワールドスクウェア園内の「ウェルカムスクウェア」ではBGMと交互に2代目の音源（歌手名不詳。栗原小巻のCM出演時に流れたもの）が使用され、後年、アレンジをダンスミックス調に変えた新バージョン（※後述）が採用されている。
1993年2月に発売された小田の2ndシングル「南の国から来た手紙」のC/Wに、このテーマソングのサビで歌われている「東武ワールドスクウェア」の施設名を一般名詞に差し替えた『夢のワールドスクウェア』が収録されており、園内売店において在庫限りで長期間販売されていた。（SCD No.CODA-185、日本コロムビア、1993年3月30日発売、オリジナルカラオケつき）
テーマソング「東武ワールドスクウェア」は東武グループ関係者向けに配布された非売品CDシングルが存在し、市販化された「南の国から来た手紙」とは異なり、テーマソングに加えて園内用のBGM2曲とオリジナルカラオケが収録されている。（SCD No.GSS-1135、東武鉄道、1993年3月3日配布）
※2018年春からはテーマソング「夢のワールドスクウェア」の新バージョンが製作され、園内音楽やPR時の楽曲として使用されており、2019年7月製作のオリジナルキャラクターショーの中でも聴く事ができる。

## 公式出版物
- 東武ワールドスクウェア 世界建築博物館（東武鉄道・東武ワールドスクウェア株式会社 発行）
- 東武ワールドスクウェア 世界建築博物館 開園20周年記念版（東武ワールドスクウェア株式会社 発行）
- 東武ワールドスクウェア 公式ぬりえ『ぬりえで辿る悠久の旅』（※商品名「TWSぬりえ」/東武ワールドスクウェア株式会社 企画・制作・発行）

## 映像ソフト
- VHSソフト

「東武ワールドスクウェア 一日でめぐる世界一周の旅」(最初期版/品番なし)（※廃盤）
（発売：東武ワールドスクウェア、企画制作・販売：東武ケーブルメディア、品番なし、32分30秒、Hi-Fiステレオ音声、3,500円(税込)）
「東武ワールドスクウェア 一日でめぐる世界一周の旅」(第二次製造版/品番：TO-V1)（※廃盤）
（発売：東武ワールドスクウェア、販売：東武ケーブルメディア、企画制作：東宝映像美術、品番：TO-V1、約45分、Hi-Fiステレオ音声、3,500円(税込)）
※VHSソフトは最初期版と第二次製造版でジャケットや装丁が違う。最初期版のみ「カラーガイドマップ」が封入されている。
- DVDソフト

「世界一周の旅」（※現行商品）
（発売・製作：東武ワールドスクウェア、品番：TWS-DVD01、43分、4:3画角、リージョンALL、ステレオ音声、1,300円(税込)）
※こちらは現行商品で、園内のショップ「メルカド1」などで販売中。

## 音楽ソフト
- 東武ワールドスクウェア（東武鉄道関係者配布用非売品SCD、品番：GSS-1135、カラオケ＋園内用BGM2曲入り、1993年製作）
- 夢のワールドスクウェア〜東武ワールドスクウェアテーマソング〜（公式SCD、品番：CODA-185、カラオケつき、1993年3月30日発売）
- 東武ワールドスクウェア リラクゼーションワールド（公式CD、品番：TWS-0001、34分、1995年製作・発売）
  - 「東武ワールドスクウェア」シングルCD（SCD）に収録されているカラオケはキーボード演奏によるメロディカラオケで、「夢のワールドスクウェア」に収録されているカラオケは一部コーラス入りのカラオケ（※メロディ入りカラオケではない）である。
  - 「夢のワールドスクウェア」シングルCD（SCD）には1993年2月1日に先行発売された、小田茜の顔写真が全面的に使われているピンク色のジャケット違いの物が存在する。

## エンターテイメントショー

### 過去
- 東武ワールドスクウェア オリジナルキャラクター「トムとマイムのワールド・ミニ・ツアー」ショー（最初期版、1ステージ28分／2000年春〜秋）
  - 後の「ピースフェアリー トム＆マイム」などへの先駆けとなったショー。トムとマイムと司会進行のお姉さんの三人が世界のあいさつと文化を巡る内容。この最初期版に登場したトムとマイムは初代の造形とコスチュームのキャラクターだった。この時点ではショー終了後の写真撮影会などは開催されなかった。
  - ショー内の楽曲制作と音楽総合プロデュースは白山貴史が担当。
  - 声の出演・歌／トム：荒川美奈子、マイム：本多知恵子、白山貴史（歌）

- 「トムとマイムの もしもの世界旅行」（1ステージ35分／2001年3月 - 11月）
  - トムとマイム、司会進行のお姉さんの三人が「もしもあの国が○○だったら、もしも私が○○だったら」と想像しながら世界の文化を巡るショー。終了後は握手会や写真撮影会を実施した。ここから登場するトムとマイムのキャラクター造形が二代目に変更された。
  - ショー内の楽曲制作と音楽総合プロデュースは白山貴史が担当。
  - 声の出演・歌／トム：荒川美奈子、マイム：本多知恵子、白山貴史（歌）

- 「トムとマイムのワールド・ミニ・ツアー2」（2000年公演の改訂版）（1ステージ23分／2002年3月 - 11月）
  - トムとマイム、司会進行のお姉さんが世界各国の歴史や文化、民族衣装や食べ物を巡るミュージカル形式のショー。2000年に公演した演目の内容を一部改訂し、再構成をした上で部分新作を追加した物。ショー終了後は握手会や写真撮影会を実施した。
  - ショー内の楽曲制作と音楽総合プロデュースは白山貴史が担当。
  - 声の出演・歌／トム：荒川美奈子、マイム：本多知恵子、白山貴史（歌）

- 「ピースフェアリー トム＆マイム」（全長版）（1ステージ25分／2003年3月 - 2014年9月）
  - トムとマイム、司会進行のお姉さんが世界のあいさつと言葉、美味しい食べ物の探求の旅に出るミュージカル形式のショー。ショー終了後は握手会や写真撮影会を実施した。
  - ショー内の楽曲制作と音楽総合プロデュースは白山貴史が担当。2004年3月からトムとマイムのキャラクター造形とコスチュームが三代目に変更された。
  - 声の出演・歌／トム：荒川美奈子、マイム：本多知恵子、白山貴史（歌）

- 「ピースフェアリー トム＆マイム」（短縮版）（1ステージ約20分／2014年10月 - 11月、2015年3月 - 11月、2016年3月 - 11月 ）
  - 2003年から2014年まで公演した「ピースフェアリー トム＆マイム」のオープニングとフィナーレ部分を楽曲編集し、ミニダンスとグリーティングを行う形式のショー。ショー本編中にグリーティングと写真撮影タイムを織り込んだ形式の内容になっている。このショーに登場しているトムとマイムは「三代目」のキャラクター造形であるが、2015年春からコスチュームのみ改良と一部リニューアルが成され現在に至る。
  - 2015年の途中より、フィナーレ部分が省略され、オープニング部分の後グリーティングで終了となっている。
  - ショー内の楽曲制作と音楽総合プロデュースは白山貴史が担当。
  - 声の出演・歌／トム：荒川美奈子、マイム：本多知恵子、白山貴史（歌）

- 「ピースフェアリー トム＆マイム」（2017年-2019年7月 短縮版）（1ステージ約13分のAパターンと約10分のBパターン／2017年3月-11月、2018年3月-11月、2019年3月-7月）
  - 2015年から2016年編集の「短縮版」のオープニングとエンディングを活かし、世界の建物の体操と手遊びを織り込んだAパターンと、従来のオープニングソングとグリーティングを交えたBパターンの2種類を上演。
  - ショー内の楽曲制作と音楽総合プロデュースは白山貴史が担当。
  - 声の出演・歌／トム：荒川美奈子、マイム：本多知恵子、白山貴史（歌）

### 現在
- ニューショー「ギフト」(Gift）（1ステージ約23分、2019年7月13日-11月24日公演、2020年7月23日-）
- 約5年ぶりに新作のショーが製作され2019年7月13日に初演、同年11月24日に千秋楽を迎えた。主な内容はトムとマイムと司会のお姉さんが世界の各国と妖精の国の友達から送られた手紙を読み、嬉しさと喜びを世界のそれぞれの国をモチーフとした音楽とダンスで踊る。トムとマイムの台詞は過去のショーから抜粋をして活用。一部の唄と楽曲は新録音で構成し、東武ワールドスクウェアのテーマソング「夢のワールドスクウェア」の新バージョンも採用。ダンスの振り付けも一新し、子供と大人も共に楽しめる内容になっている。ショーのラスト前にはトムとマイムのグリーティングタイムも設定されている。
- ショー内の楽曲制作と音楽総合プロデュースは白山貴史が担当。
- 声の出演・歌／トム：荒川美奈子、マイム：本多知恵子。
- 出演／トム、マイム、司会のお姉さん

- エンターテイメントショーは例年3月（春休み期間）から11月下旬（およそ勤労感謝の日まで）の毎週土・日・祝日に1日あたり午前と午後の合計2回が上演されている。ショー実施中の期間は園内の各所にショーの開始時間告知の案内が貼り出されている。ショー実施日の雨天時と荒天時は、ウェルカムスクウェアで握手会や写真撮影会に変更して行う。また、毎年11月下旬から12月のクリスマス当日までの土・日・祝日はウェルカムスクウェア内でトムとマイムがクリスマスコスチュームに身を包んでグリーティングを行ったり、イルミネーション開催中は「イルミネーション点灯式」を行う場合がある。

### ショーに於ける楽曲など
- 過去、現在共に園内で開催のショー制作は東武ワールドスクウェアと株式会社ステッピンスタジオの共同による（※2013年現在、同スタジオは倒産・廃業）もので、ショー音楽の制作とプロデュースは一貫して白山貴史が担当している。
- トム(飛夢)の声は、声優の荒川美奈子が担当し、マイム(舞夢)の声は本多知恵子が共に2000年春から続けて担当し、ショー内の挿入歌やオープニングソングやエンディングソングの歌唱も行っている。現在もかつて公演されたショーの楽しいオープニングソングやエンディングソングを現地で聴く事が出来る。

## 雑記
- 1993年製作の『ひょっこりひょうたん島 ドクター・ストップの巻』で園内の各所が背景として使用されている。
- 1995年には東武ワールドスクウェアオリジナル製作の「東武ワールドスクウェア リラクゼーションワールド」と言うサウンドトラックCDが製作され、園内のみで限定販売された。（※同CDは2017年から2020年まで在庫品が園内限定で再販された）
（主な収録曲：春の歌、愛の夢、月の光、別れの歌など。収録時間 約33分、1,500円(税別)、品番：TWS-0001、1995年7月9日発売）
- 2003年4月まで「ケンタッキーフライドチキン（KFC）東武ワールドスクウェア店」が存在した。同店ではオリジナルの「ワールドスクウェアチキンセット」等が販売されていたが、10年の契約期間満了で撤退となり、店内は改装され東武ワールドスクウェア直営のファーストフードショップ「アミューズマルシェ」となった。なお、現在は日光市（旧.今市市）内の路面店としてKFCの店舗が存在する。
- 東武ワールドスクウェアの社員が施設の最新情報を紹介する「クラブワールド」というタブロイド風のフリーペーパーがある。従来は関係者のみの配布であったが、2010年から東武ワールドスクウェア公式ホームページからPDF形式で公開されたことで一般でも閲覧ができるようになり、利便性が向上した。2020年現在、園内のレストランや喫茶スペース、休憩所などの各所で読むことができ、東武ワールドスクウェアの公式HPでも「スタッフからのおすすめ情報」として公式HP内での閲覧が可能。
- 2006年3月からライブカメラを設置。アメリカゾーンの様子が携帯電話（docomo FOMA）から利用で閲覧出来た。 （※2020年現在は廃止）
- 2008年4月園内のショップ「メルカド1」などで販売中の園内ガイドDVDビデオソフト「世界一周の旅」を新製作。開園当初に発売されたVHS版に新撮カットが加えて改訂したものである。価格も購入しやすい低価格となった（VHS：3500円→DVD：1300円）。制作は東宝映像美術と東武ケーブルメディア（※2008年3月に解散）が担当していた。
- 2011年春から有料（1日300円）で写真用三脚のレンタルサービスが開始された。
- 2011年4月1日（金）～4月23日（土）まで園内レストラン「アミューズマルシェ」、「カーニバル」、「ワールド」の営業を休止して中規模の改装と装飾変更とメンテナンスを実施。
- 東武ワールドスクウェアの会員サービス「クラブ ワールド」は2000年から行われており、会員登録は東武ワールドスクウェアの現地窓口でのみ行える。会費は無料で、会員証を提示すると、会員証を持っている本人と同伴者が特別割引料金で入園が可能になる。会員証の有効期限は無期限。（※開始当初は有効期限が設定されていたが2005年頃に有効期限は無期限に改訂された）
- 園内への飲食物の持ち込みは原則として禁止しているので、飲食は園内のレストランを利用するか「再入場」のためのハンドスタンプ（透明な蛍光塗料）を押してメインエントランスそばの「ピクニックエリア」で飲食が可能。園内には各種飲料水（※Suica・PASMOや交通系IC電子マネー決済が可能）とロッテアイスの自動販売機が設置されている。
- 園内には、旧.フォトショップ（富士フイルムDPEショップ）を改装した「キッズルーム」が設置され、子供用の遊具や自販機が設置されており、夏場や冬場の暑さ・寒さしのぎに重宝されている。
- 2012年冬から2013年春にかけてウェルカムスクウェアの一部舗装が新舗装化され、改修工事が成された。同時にウェルカムスクウェア内の「ワールド・オン・ステージ」が全面的に再塗装され舞台背景も塗り直し整備が行われた。また、有料ゾーンの一部通路も舗装改修工事が成された。
- メインゲートのそば、トムとマイムのオブジェ近くに「四季の鐘」が新たに設置され、カップルや家族連れで写真を撮る事が出来るスポットもほぼ同時に追加された。→四季の鐘と撮影スポットはコンベンションハウスとシャクナゲパーク入口の間に整備移転された。、
- 従来は東武特急「スペーシア」の車内販売で購入可能だったスペーシアグッズ（文具類など）を園内のショップ「メルカド1」店内でも取り扱うようになった。
- 東武ワールドスクウェアオリジナルの「ちびきゅう」（小型胡瓜の漬物）や菓子などのオリジナル開発商品も点数が増え、「メルカド2」でも取り扱うようになった。
- 園内エジプトゾーン内の飲食施設「すふぃんくす」の提供メニューが一部リニューアルされ、店内と店外の改修工事が行われた。
- 園内ヨーロッパゾーン内のドーバー城（展示物No.48）の付近に冷暖房設備つきの常設休憩室が新規に設置された。
- メインエントランス近くのバス停付近に常設の「待合室」が新規に設置された。
- 屋内新施設「ヒストリウム・シアター」が2014年4月20日、関係者向け竣工式と共にオープンした。（※一般公開は2014年4月24日午前9時から）同施設は旧「アミューズマルシェ」（※最初期はケンタッキーフライドチキン東武ワールドスクウェア店の店舗だった建物）を全面的に改装した施設で、旧1階の飲食コーナーだった施設は東武ワールドスクウェアの歴史などを展示する施設に、旧2階の客席だった施設は「ヒストリウム・シアター」（デジタル映像による世界の歴史建築物にまつわる物語のシアター）として改装された。一般公開は2014年4月24日から開始された。2Fに常設された360度円周型デジタルシアターのDLP装置はパナソニック製の最新型を使用。1Fでは「ポスターで振り返る東武ワールドスクウェアの歴史」などの展示が行われている。
- 屋内新施設 キッズハウス「縁(ゆかり)」（無料休憩室「いこい」併設）が2014年5月3日から稼動。場所はコンベンションハウス（団体専用の飲食休憩施設）の近くで、茶色の外観が周囲に溶け込んでいる。冷暖房完備、子供用の遊戯スペースと授乳設備などもある。併設の「休憩室 いこい」にはソファーなどが備えられている。
- エジプトゾーンなど園内の一部に新規で「休憩室」が設置された。また、園外のバス停留所の休憩設備（冷暖房完備）も更新された。
- メインエントランスから直進した「ウェルカムプラザ」内では、NTT-BPとの共同による『TOBU FREE Wi-Fi』によるインターネット接続サービスが提供されている。同サービスは無料で、1日3セッション、1セッション当り60分間(1日トータルで180分間)のインターネット接続が可能。Wi-Fi通信が可能な範囲はウェルカムプラザのおよそ全体と、メルカド1の2F入口付近とレストラン「ワールド」の一部、メルカド1の1F入口付近と2F和食処「平安」の付近である。
- 園内の一部の不感地帯を除き、ほぼ一円で携帯電話、PHSなどの電波が送/受信可能である。
- メインエントランスから見て右側のショップ「メルカド1」店内と「すふぃんくす」の店内にそれぞれ携帯電話とスマートフォンに対応する有料式充電設備が設置された。
- ショップ「メルカド2」付近にあるコインロッカーが設備改良され、有料だが使用後にボタンを押すと100円が戻って来る「割引式」のコインロッカーになった。また、外国人観光客などに配慮した大型タイプのコインロッカーも増設された。
- ウェルカムプラザ内に新たにナノブロックで製作された「東武ワールドスクウェア全景」のジオラマが設置され、初めての来園客に分かり易い全体像と主な展示物を視覚的に見せる工夫が加えられた。
- 2015年11月下旬から設置工事を開始した「ムスリム旅行者用 洗浄室・礼拝室」(駐車場料金ゲートを過ぎた場所、乗務員控室そば)が12月14日から正式に利用開始された。
- 2016年2月中旬から「園内マップ」が更新され、上記の礼拝室などの設備が地図上に記載された。
- 2017年夏に東武鬼怒川線の新駅「東武ワールドスクウェア」駅が設置・開業すると11月下旬に正式発表された。東武ワールドスクウェアのほぼ正面に位置する予定の新駅は長年の悲願であると共に東武ワールドスクウェアへのアクセス向上と客足の増加に寄与すると見込まれる。
- 2016年12月1日から園内のエジプトゾーン東側の奥、「すふぃんくす」の手前の山側斜面に来園客が参拝できる『縁結神社』が建築を開始し、同社殿は12月23日に正式創建された。恒久的な神社・社殿の設置を行ったのは園内初の試みである。
- 東武ワールドスクウェア駅の開業に合わせて2017年4月初旬から7月中旬までの約三ヶ月をかけて園内の改修工事を実施した。新駅の改札口から見て国道121号線を渡った西方向から東方向に向けて『歩行者入口』（※旧.バラの小道）を再整備してメインエントランスへの誘導路を確保した。新駅からメインエントランスへの徒歩距離は約200メートルでアクセスが格段に向上した。同時に「ウェスタン村」で運行していた蒸気機関車（ワイパウ号）を東武ワールドスクウェアに移設して屋外静態保存を行い『SL広場』を開設した。また、SL広場に隣接する『コインロッカー室、ムスリム旅行者向け礼拝室、トイレ設備』の新設を行った。
- 2017年6月から7月にかけて旧.メインエントランスのチケットブースと入場ゲートを廃止し『新チケットブース』を開設した。開設後も「無料入園ゾーン」はそのまま維持されているので、レストランの利用や飲食設備の利用、各種お土産品の購入は引き続き可能となっている。
- 2018年11月末から2019年3月末の間、来園者サービスの為、ウェルカムスクウェア内に暖房設備を備えた山小屋風の休憩所を冬季期間限定で設置。
- 2019年2月末から3月20日まで、園内店舗(メルカド1、メルカド2)の省エネ化とリニューアル工事を実施し工事を完了した。
- 2019年7月20日、ウェルカムスクウェア内の「ワールド・オン・ステージ」を全面的に整備し、舞台背景を新調、背景カーテンなどの新設と音響設備と付帯設備の更新を行った。
- 2019年8月10日、園内の第1駐車場北側緑地帯に『TWSドッグラン』（約77平方メートル）を新設した。

## 過去の東武ワールドスクウェア
開園（1993年）から2009年頃の東武ワールドスクウェアに関して、現存する資料類に基づいて下記の様にまとめた。なお、「→」「※」の説明は過去からの変更点を表し2017年現在の施設の状況を表している。

### 過去の入園料金
- 入園料金(当日券)　大人(中学生以上)1名2,500円、小人(4歳以上)1名1,200円
- NDパスポート(入園券+ナイト券、前売のみ)　大人(中学生以上)1名3,000円、小人(4歳以上)1名1,400円
- スペシャルナイト券(前売)　大人(中学生以上)1名1,000円、小人(4歳以上)1名500円、(当日券)大人(中学生以上)1名1,200円、小人(4歳以上)1名600円
- 団体料金(15名以上)　大人(中学生以上)1名1,000円、小人(4歳以上)1名500円

※NDパスポート(ナイトデイパスポート)は東武トラベルのみの限定販売チケット。

### 過去のサービス施設
ウェルカムスクウェア内
- ワールドショッパーズ「ウィング1」→現・「メルカド1」※世界各国の民芸品、写真集、オリジナルキャラクターグッズの取扱い。現在も稼働中。
- ワールドショッパーズ「ウィング2」→現・「メルカド2」※栃木の工芸品、地酒、輸入ワイン、輸入食品の取扱い。現在も稼働中。

※ワールドショッパーズは名称のみを変更し建物施設と設備は内装、電気設備などの一部を改装し現在に至る。
- カフェテリアレストラン「ワールド」(226席)※現在も稼働中。

※ワールドは開業当初からの内装と電気設備の更新・改装とメニューの改定を行い現在に至る。
- そば・うどん処 和食「平安」(100席)→現・日光湯葉処「平安」

※平安は内装工事の実施と畳部分の張替改装、テーブル席などの設置とメニューの改定を行い現在に至る。
- ファーストフード「カーニバルプラザ」(75席)→現・ラーメンハウス「カーニバル」

※カーニバルプラザは内装と電気設備、厨房設備の更新と新設・改装とメニューの刷新を行い現在に至る。
- ケンタッキーフライドチキン 東武ワールドスクウェア店(250席)→世界のファーストフード「アミューズマルシェ」→現・ヒストリウム・シアター

※KFCのフランチャイズ契約満了のため、東武ワールドスクウェア直営のファーストフード「アミューズマルシェ」に変更後、飲食設備を廃止しヒストリウム・シアターに設備刷新し現在に至る。
- ワールドフォトプラザ(フジフイルムによる写真現像同時プリントサービス)→現・キッズルーム

※フィルム現像(DPEサービス)の需要減少に伴い「東武フォトサービス」の撤退に合わせてキッズルームに改装し現在に至る。
現代日本ゾーン
- インフォメーションカウンター ※ウェルカムミュージックモニュメントに隣接。→現・メインエントランス付近に移設。

エジプトゾーン
- イタリアン料理「ピンチョ」(75席)→「甘味処 すふぃんくす」→現・「すふぃんくす」(喫茶、各種スイーツ提供)
- アイスクリームスタンド「ピンチョ2」(15席)※冬季休業。→廃止
- フィルム自動販売機 1台設置(フジフイルム)→廃止

アジアゾーン
- ヴァルディサーカス ※現在の「シャクナゲパーク」手前の平地にあった。→廃止、撤去
- ワールドショッパーズ「ウィスタリア」(1F)※ヴァルディサーカスに隣接。人形、アクセサリーなどのグッズを取扱い。→「コンベンションハウス」に改装、稼働中。
- フォレストハウス(1F)※団体食・一部一般席を併設した洋食、中華メニューの飲食設備→現・「コンベンションハウス」に改装、稼働中。
- フォレストハウス(2F)洋風・中華バイキング「故宮」(302席)※開園時から数年間営業、2000年頃から団体向けコンベンションホールと団体食ホールに改装。→廃止→建物フロアのみ現存。
- 絵はがき写真自動販売機　1台設置(フジフイルム)→廃止
- フィルム自動販売機 1台設置(フジフイルム)→廃止